# Nauru
Nauru o Naurú, oficialmente la República de Nauru (en nauruano: Ripublik Naoero; en inglés: Republic of Nauru), es un país, y estado de Micronesia, situado en el océano Pacífico central, que comprende una sola isla justo al sur de la línea del ecuador.
Limita al norte con los Estados Federados de Micronesia, al este con Kiribati, al sur con las Islas Salomón y al oeste con Papúa Nueva Guinea. A 4.000 kilómetros al suroeste se encuentra Australia. Es una isla de forma ovalada, elevada, escarpada en su orilla marina y con arenosas playas intercaladas con montículos coralinos en su orilla interior, y con una superficie de 21,3 km² (2130 ha). Nauru es el estado soberano más pequeño de Oceanía y el tercero más pequeño del mundo, después de la Ciudad del Vaticano y el Principado de Mónaco, así como la república más pequeña del planeta. 
Poblada por tribus micronesias y polinesias, Nauru fue reclamada y anexionada como una colonia más por el Imperio alemán a finales del siglo XIX. Tras la derrota alemana en la Primera Guerra Mundial, se convirtió en un protectorado de la Sociedad de Naciones administrado por Australia, Nueva Zelanda y el Reino Unido. Posteriormente, durante la Segunda Guerra Mundial, fue ocupada por tropas japonesas, quienes ganaron terreno en numerosos archipiélagos del Pacífico. Tras el fin de la guerra y la expulsión de los japoneses de la isla, volvió a constituirse en un protectorado hasta que alcanzó la independencia de Australia en 1968.
Gran parte de su prosperidad se debió a la explotación de los depósitos de fosfato que se encuentran en la isla y cuyo origen es discutido: podrían ser depósitos de guano acumulados durante miles de años o podrían ser de origen marino. El fosfato se utiliza como fertilizante y la mayoría del producido en la isla fue exportado a Australia. Con la cercana extinción de las reservas de fosfato, Nauru hace frente a un futuro económico poco claro y bastante incierto. Parte de la riqueza obtenida con la explotación de este recurso fue colocada como fideicomiso para el futuro. Tras haber acumulado hasta 2000 millones de dólares estadounidenses, la mala calidad de las inversiones escogidas y su utilización para completar presupuestos deficitarios año tras año ha hecho mermar los ahorros, y en 2004 el restante fue vendido para cancelar su deuda externa. No obstante, para intentar paliar dicha situación, Nauru acogió un centro de detención de refugiados entre 2001 y 2008 a cambio de ayuda económica de Australia, nación encargada de supervisar dichas instalaciones.
A pesar de su ínfima población, que no sobrepasó los 10 000 habitantes hasta 2011, Nauru ha sido gobernada desde su independencia en 1968 por 16 presidentes en 30 mandatos, llegando a darse el caso de Bernard Dowiyogo con siete mandatos. Por su parte, Frederick Pitcher es el presidente que menos tiempo ha llegado a gobernar. En efecto, su mandato se prolongó durante solo cinco días en noviembre de 2011. Por años, 2003 fue el más inestable, ya que llegó a haber cinco presidentes y seis mandatos, debido a que René Harris presidió el país los primeros y últimos días del año.

## Historia
Los acontecimientos anteriores a su colonización a finales del siglo XIX son poco conocidos por falta de fuentes escritas y la casi ausencia de datos arqueológicos. Los hechos posteriores están estrechamente vinculados a la historia de su única riqueza: el fosfato.

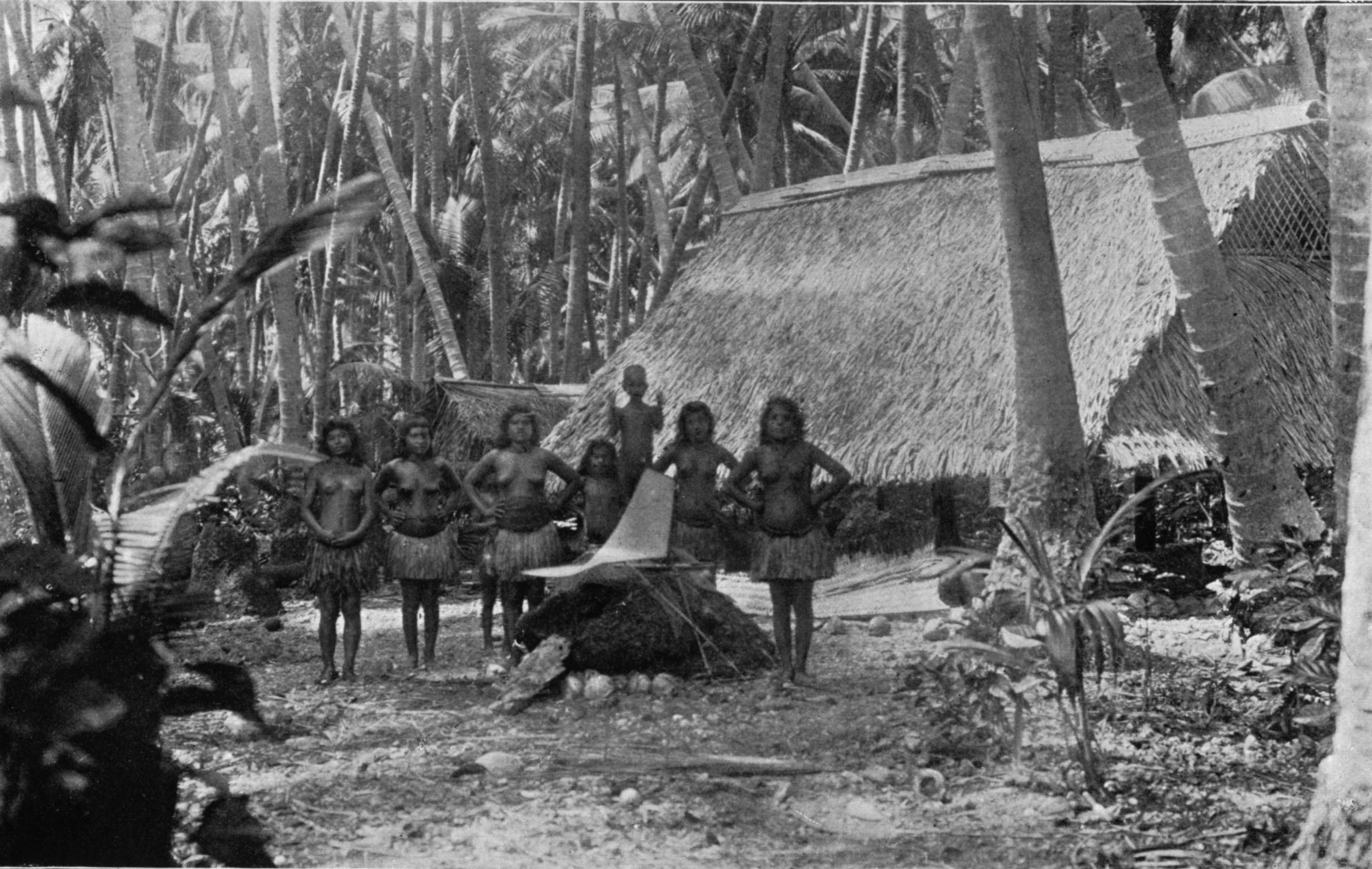
Nauruanos y sus casas tradicionales en Arenibek en 1896.

Presumiblemente poblada en un principio por melanesios y micronesios, una segunda oleada migratoria procedente de las costas chinas a través de Filipinas llegó alrededor del año 1200 a. C. La sociedad local se organizó entonces en doce tribus, cada una de las cuales hablaba un dialecto diferente del nauta, la lengua original de la isla, y vivía del cultivo de cocoteros, plátanos, pandanus y takamaka, y de la cría de peces de leche en dos lagunas de la isla.

### Exploración
La isla fue descubierta para los europeos por el capitán británico John Fearn. Fue colonizada y pasó a estar bajo poder de varios países, Alemania en 1888 (siendo parte de Nueva Guinea Alemana), Australia en 1920, Japón entre 1942 y 1945 y de nuevo Australia en 1947 tras la Segunda Guerra Mundial. Desde 1903 el yacimiento de fosfato de la isla fue explotado por varias compañías coloniales o estatales. Este fosfato constituyó casi la única fuente de recursos de la isla durante casi un siglo y aseguró a los nauruanos un nivel de vida muy elevado durante varias décadas.

### Colonización alemana
La inmigración europea iniciada en 1830, principalmente de emigrantes británicos, no quedó sin consecuencias para la población autóctona: enfermedades hasta entonces desconocidas, como el sarampión y la gripe, provocaron la muerte de muchos nauruanos. En 1878 también se produjo la guerra tribal de Nauru, en la que los clanes hostiles se enfrentaron varias veces. Esta guerra redujo la población de la época en un tercio.
En abril de 1886, el Imperio Alemán y Gran Bretaña firmaron en Berlín dos acuerdos que regulaban el reparto de esferas de interés en el Pacífico Occidental y garantizaban el libre comercio recíproco. Según estos acuerdos, Nauru pertenecía a la esfera de intereses de Alemania. Como resultado, Nauru fue ocupada por tropas del Imperio Alemán el 16 de abril de 1888, poniendo fin a la guerra tribal, y anexionada al Protectorado Alemán de las Islas Marshall el 2 de octubre de 1888. 
La bandera fue izada por el comandante representante del buque SMS Eber Leutnant zur See Emsmann. Alemania adquirió Nauru principalmente por razones estratégicas para consolidar sus posesiones coloniales en el Pacífico. La conquista fue cofinanciada por la Compañía Jaluit, que a cambio recibió amplios privilegios económicos, incluido el monopolio de la extracción de guano en Nauru y las Islas Marshall. Sin embargo, esto no tuvo sentido hasta el descubrimiento de los depósitos de fosfato. También asumió la administración de la isla hasta 1906. El comisionado alemán nombró al jefe de Boe, Auweyida, y a su esposa Eigamoiya como regentes de la isla (rey) como representante del emperador.
El 14 de julio de 1908 se abrió una oficina de correos alemana. Sólo utilizaba sellos de las Islas Marshall. Se utilizaron en Jaluit (Islas Marshall) hasta el 29 de septiembre de 1914 (día de la ocupación por las tropas japonesas), y en Nauru hasta el 6 de noviembre de 1914 (día de la ocupación por las tropas australianas).
En 1900, se descubrieron en Nauru depósitos de fosfato que contenían flúor (alrededor del 1,9 % de flúor) y se estimaron en unos 42 millones de toneladas, aunque esta estimación fue probablemente muy subestimada. Formado por la deposición de guano (excrementos de pájaros), se encontraba en forma de cortezas finas, duras y quebradizas sobre la dolomita de los corales, pero también sobre el fosfato ordinario, y se exportaba a todo el mundo como abono con el nombre de "nauruit". Más tarde, el nauruit se asignó como variedad a la roca fosforita.
En 1905 se fundó la Pacific Phosphate Company, fruto de la cooperación germano-británica, que desde 1906 controla la explotación de los yacimientos de fosfato. Para ello se contrató a trabajadores extranjeros de China y de las Islas Gilbert.

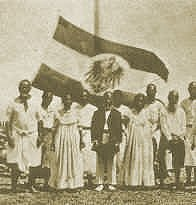
Anexión de Nauru al Imperio Alemán en 1888.

Los primeros envíos de fosfato tuvieron lugar en 1907. Además de las instalaciones de extracción de fosfato, la Pacific Phosphate Company también construyó un hospital, una planta de alcantarillado, una planta de condensación para producir agua dulce en tiempos de sequía y una fábrica de agua de soda, así como máquinas de hielo y cámaras frigoríficas; también se podía producir luz eléctrica. Además, se trazaron carreteras anchas y bien mantenidas para conectar los asentamientos bien cuidados. En 1913 se despacharon 46 buques, que transportaron un total de 138.725 toneladas de fosfato.
La Misión Protestante de Boston envió al germano-estadounidense Philip Delaporte a Nauru en 1899 para apoyar a los misioneros gilbertinos que habían estado activos desde 1887; a partir de 1908, se establecieron varios puestos misioneros protestantes para cristianizar la isla, de modo que el alemán se convirtió en la lengua escolar; la Iglesia Católica también estableció su primera estación misionera en Nauru en 1902. La poligamia, permitida hasta entonces, fue sustituida por el matrimonio cristiano. Las huellas del totemismo se detectaron por primera vez hacia 1920. De los 168 pueblos originales, 110 seguían existiendo en ese momento.
En noviembre de 1912, la empresa alemana Telefunken comenzó a construir una estación de radio en Nauru. Los trabajos de construcción se vieron obstaculizados por accidentes y tormentas. Un camión cayó al agua dos veces mientras era transportado desde el barco a tierra, una vez porque se rompió la cadena de la grúa y la otra porque se rompió el gancho de la grúa del barco. Los isleños de Nauru fueron presionados por la administración alemana para trabajar en la emisora, en algunos casos bajo amenaza de castigo. El 1 de diciembre de 1913 se inauguró la estación, paralelamente a una instalación similar en las islas Yap. Estaba equipado con una antena en forma de paraguas que se apoyaba en una torre de celosía de hierro de 120 metros de altura. El alcance era de unos 3400 kilómetros hasta Yap. Existían estaciones adicionales con conductores aéreos en forma de T para el tráfico con los barcos en el rango cercano.

### Primera Guerra Mundial
Al comienzo de la Primera Guerra Mundial, Nauru, al igual que otras colonias alemanas del Pacífico, fue abandonada sin grandes combates. Nauru no fue ocupada por las tropas australianas hasta el 6 de noviembre de 1914; Australia administró Nauru como territorio bajo mandato en nombre de Gran Bretaña y Nueva Zelanda después de la guerra, a partir del 17 de diciembre de 1920, y se aseguró los derechos de explotación de los yacimientos de fosfato descubiertos en 1900; los administradores australianos pagaron a los jefes nauruanos el equivalente a unos pocos euros por el privilegio. La Pacific Phosphate Company pasó a llamarse British Phosphate Corporation. La ley alemana estuvo en vigor hasta el 23 de septiembre de 1922, cuando fue sustituida por las leyes de la Confederación Australiana, del Estado de Queensland y de Nueva Guinea Británica. En 1927 se formó el primer órgano político nauruano, el "Consejo de Jefes Tribales".

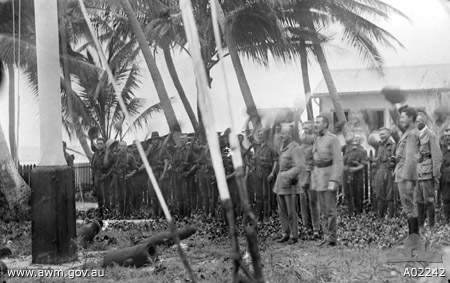
Izada de la Bandera Británica en Nauru en 1914.

En 1919, se proclamó el Día de Angam, el día en que la población nauruana había alcanzado los 1500 habitantes. Se proclamó que era necesario que hubiera al menos 1500 nauruanos vivos para liberar a la población de Nauru del miedo a la extinción. En 1932 se celebró el Día del Angam.

### Segunda Guerra Mundial
Durante la Segunda Guerra Mundial, Nauru fue bombardeada por un buque de guerra alemán, el crucero auxiliar Komet, el 27 de diciembre de 1940; las instalaciones de transporte de fosfatos quedaron entonces paralizadas durante 10 semanas. Ya entre el 6 y el 8 de diciembre, el crucero auxiliar Orion y el Komet habían hundido barcos de transporte de fosfatos frente a Nauru. Los ataques a Nauru provocaron escasez de fertilizantes en Australia y Nueva Zelanda, lo que provocó pérdidas de cosechas. Además, los barcos mercantes eran escoltados por buques de guerra, se realizaban patrullas y se instalaba una pequeña guarnición. Estos ataques se consideran el mayor éxito de los cruceros auxiliares alemanes que operaban en el Océano Pacífico durante la Segunda Guerra Mundial.
El 8 de diciembre de 1941 llegó la noticia del ataque japonés a Pearl Harbor. Durante la semana anterior, un avión japonés bombardeó la estación de telegramas de la isla. En Nauru se escuchó que los japoneses estaban avanzando más rápido de lo esperado, debido a su ocupación de las vecinas islas Gilbert. Muchos residentes extranjeros de Nauru comenzaron a sentirse inseguros.
La Compañía Británica de Fosfatos decidió que lo mejor era evacuar la isla. El acorazado francés Le Triomphant navegó desde las Nuevas Hébridas hasta Nauru, llevando a bordo a 61 europeos, 391 chinos y 49 miembros de la guarnición militar. Los 191 europeos restantes se quedaron con la esperanza de ser también evacuados más tarde.
El 26 de agosto de 1942, 300 soldados del ejército del Imperio japonés, aliado del Imperio alemán, desembarcaron en Nauru en el marco de la Operación RY. Inmediatamente arrestaron al resto de los europeos. Los nativos de Nauru, que sumaban unos 1.850, se vieron obligados a prestar servicios auxiliares a los invasores. Se construyeron varias posiciones de artillería en la costa, junto con numerosos búnkeres a lo largo de la costa y en puntos estratégicos del interior de la isla, así como un hospital subterráneo.
Más tarde, unos 1500 trabajadores japoneses y coreanos iniciaron la construcción de un aeródromo. Otros 275 habitantes de Nauru y Kiribati fueron utilizados para trabajos forzados con este fin. La pista del aeródromo se completó y se puso en funcionamiento en enero de 1943. Este aeródromo es ahora el Aeropuerto Internacional de Nauru.

Mientras los expertos de Japón intentaban reanudar la extracción de fosfato, la aviación estadounidense bombardeó Nauru el 25 de marzo de 1943, destruyendo 15 aviones japoneses y dañando el aeródromo. Los japoneses ejecutaron entonces a cinco prisioneros británicos. Los intentos de reanudar la extracción y exportación de fosfatos no tuvieron éxito, pero Nauru seguía siendo un lugar importante en el sistema de defensa japonés en el Pacífico, por lo que la Fuerza Aérea estadounidense intensificó su campaña de bombardeos. Una sequía en 1943 y 1944 provocó una escasez de alimentos. Esta puede haber sido una de las razones por las que los japoneses deportaron a 1200 personas de Nauru y a dos misioneros (entre ellos el alsaciano Alois Kayser) a campos de trabajo en Truk y otras islas de las Carolinas, donde fueron obligados a realizar trabajos forzados.

Nauru bajo el ataque de las bombas de un B-24 Liberator en 1943, durante la Segunda Guerra Mundial.

Las condiciones en Nauru eran duras. Los barcos de suministro torpedeados y los continuos ataques aéreos hicieron que la supervivencia dependiera de los medios de subsistencia. Al final de la guerra, unos 300 japoneses habían muerto de hambre; muchos recurrieron al canibalismo para sobrevivir. La baja moral y el aislamiento mermaron los ánimos de los japoneses. La declaración japonesa de la rendición de Nauru se produjo el 13 de septiembre de 1945 a bordo del buque de guerra australiano HMAS Dimantina. 3745 japoneses y coreanos volvieron a casa; algunos japoneses fueron llevados ante un tribunal de crímenes de guerra por haber ejecutado a prisioneros europeos y nauruanos. En enero de 1946, sólo 737 nauruanos regresaron de los campos de trabajo de Truk. Más de un tercio murió de desnutrición y enfermedades bacterianas. En 1947, las Naciones Unidas aprobaron un tratado por el que Australia, Nueva Zelanda y el Reino Unido se hicieron otra vez con el control de la isla. El grave descenso forzoso de la población hizo posible otro Día del Angam en 1949.

### Independencia
En 1951, Hammer DeRoburt asumió la presidencia del Consejo de Gobierno Local, una forma occidentalizada del antiguo "Consejo de Jefes". Había sido uno de los primeros nauruanos en asistir a una escuela australiana, el Geelong Technical College, en el estado australiano de Victoria, en la década de 1930, y fue deportado por los japoneses a su regreso a Nauru. Esta experiencia le dejó una fuerte impresión y despertó en él el deseo de luchar por la independencia de Nauru. En 1955, como negociador jefe, inició las negociaciones con la Royal Phosphate Society y la administradora colonial, Australia. Debido a su formación en Australia, se convirtió en el interlocutor preferido de los administradores australianos.
En 1966, la destrucción gradual y la inutilidad de la isla eran evidentes. Australia había ofrecido entonces a Nauru una de las islas offshore de Queensland. Pero el electorado de Nauru había votado a favor de la independencia recomendada por DeRoburt en el plebiscito correspondiente; se concedió a Nauru un alto grado de autonomía interna, lo que permitió la creación del Consejo de Gobierno Local de Nauru, precursor del actual Parlamento de Nauru. En 1967, Australia aprobó el Acta de Independencia de Nauru, que anunciaba la finalización del Estatuto de Territorio en Fideicomiso de la ONU en un futuro próximo. El 31 de enero de 1968, la ONU y Australia otorgaron a Nauru la independencia política y la soberanía como república según el derecho internacional. El 3 de enero de 1968 se introdujo el sufragio femenino y el derecho a presentarse a las elecciones. DeRoburt siguió siendo presidente durante mucho tiempo, pero luego fue sustituido por el joven Bernard Dowiyogo. Dowiyogo se dio a conocer internacionalmente al criticar duramente las pruebas nucleares de Francia.
La propia Nauru no se benefició de la minería de fosfatos hasta 1970, cuando se formó la Nauruan Phosphate Company, que absorbió a la British Phosphate Corporation. Los ingresos de la minería permitieron equipar las infraestructuras con la tecnología más avanzada; se construyó un sistema de carreteras que incluía una carretera asfaltada alrededor de la isla y una carretera a Buada y alrededor de la laguna de Buada, así como dos casas de electricidad australianas en Aiwo. Nauru se convirtió por un tiempo en el segundo Estado más rico del mundo, por detrás de Arabia Saudí (por PIB per cápita). Todos los días se extraía el fosfato del suelo calcáreo con pinzas mecánicas y se cargaba en los barcos anclados frente al arrecife de Aiwo mediante cintas transportadoras y un ferrocarril de vía estrecha, unos 2 millones de toneladas anuales. Lo que queda es un paisaje lunar estéril e inhabitable de restos de coral y escombros, así como una franja costera habitable de 150 a 300 metros de ancho. El gobierno australiano ha recordado en repetidas ocasiones a Nauru el ofrecimiento de una isla frente a Queensland, pero hasta ahora el gobierno se ha negado; esto supondría también la nueva pérdida de independencia política.
Nauru demandó a Australia ante la Corte Internacional de Justicia (CIJ) por la explotación del fosfato antes de la independencia. El 9 de agosto de 1993, Australia prometió 107 millones de dólares para renaturalizar Nauru. El programa de renaturalización incluía el relleno con humus importado de las ruinas de coral dejadas tras la extracción de fosfatos. En parte, muchas plantas ya están creciendo de nuevo a partir del paisaje coralino, pero como la zona era tan grande, el proyecto se abandonó de nuevo y el dinero se utilizó para seguir modernizando la infraestructura. A cambio, Nauru se abstuvo de presentar su denuncia contra Australia ante la Corte Internacional de Justicia (CIJ).
El 9 de octubre de 1997, el gobierno firmó un contrato con el Instituto Internacional de la Diabetes (IDI) para un proyecto de investigación a largo plazo sobre la diabetes. El contrato incluía que los nauruanos se pondrían a disposición de la investigación genética durante un periodo de 20 años y que el gobierno compartiría cualquier resultado económicamente explotable del estudio. El 1 de mayo de 1999, la República de Nauru se convirtió en miembro de pleno derecho de la Commonwealth, y el 14 de septiembre siguiente, en miembro de pleno derecho de la ONU.
Tratando de diversificar las fuentes de recursos económicos, Nauru intentó aumentar sus ingresos por la vía la venta de pasaportes y la venta de sus votos en las organizaciones internacionales y otros medios. Nauru ha sufrido 17 cambios en la administración entre 1989 y 2003. La llegada en 2004 de un nuevo gobierno y la adopción de una nueva política económica pareció llevar a una mayor transparencia de las finanzas del estado nauruano.

### Corrupción y crisis financiera

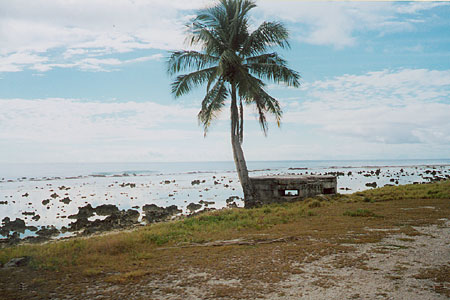
Fortín japonés de la Segunda Guerra Mundial abandonado en Nauru, vista en 1998

En enero de 2000, el Deutsche Bank y el Bankers Trust, que transfieren dinero a todo el mundo, suspendieron todos los pagos en dólares estadounidenses al Banco de Nauru. El G8 también estudió la posibilidad de imponer sanciones al paraíso fiscal por el blanqueo de dinero de la mafia rusa y los cárteles de la droga. Nauru se había convertido en un refugio para narcotraficantes internacionales y blanqueadores de dinero a finales de la década de 1990. Como señaló el Departamento de Estado estadounidense en su informe anual sobre el control del tráfico de drogas a principios de marzo de 2000, los miembros de la mafia rusa, en particular, utilizaron Nauru para blanquear el dinero procedente del tráfico de drogas. 
Según el Banco Central de Rusia, unos 80 000 millones de dólares estadounidenses pasaron por los bancos de Nauru, en su mayoría empresas buzón, en 1999. El estado insular se había consolidado como un paraíso fiscal y financiero, superado sólo por las Islas Caimán (británicas) en cuanto al número de instituciones financieras per cápita. Pero mientras las Islas Caimán disponían de mecanismos de regulación mínimos para frenar el flujo de dinero ilícito, Nauru carecía de todo control. Por ello, Estados Unidos de América exigió a Nauru que introdujera una ley contra el blanqueo de capitales conforme a las normas internacionales. Bajo la presión de la ONU, Nauru hizo que se detuviera el blanqueo de dinero, a pesar de que era una lucrativa fuente de ingresos para el país. El 19 de abril de 2002, la OCDE publicó una nueva lista negra de países que toleran prácticas fiscales perjudiciales, entre los que se encuentra Nauru. Desde mayo de 2004, Nauru ya no figura en esta lista. Sin embargo, Nauru permaneció en la lista negra del GAFI de países que no cooperan con el blanqueo de capitales hasta 2005. En septiembre de 2004, se aprobó una nueva legislación para ser eliminada de la lista.
Desde la muerte de DeRoburt hasta la actualidad, la situación política ha sido muy inestable: las numerosas mociones de censura y los frecuentes cambios de presidente, así como las diferentes opiniones en el Parlamento sobre el uso de la gran riqueza, hicieron que la situación financiera se descontrolara. La situación llegó a un punto crítico cuando el fosfato se agotó: Entre 1999 y 2003 hubo una serie de votaciones de censura y elecciones, tras las cuales René Harris y Bernard Dowiyogo dirigieron el país durante diferentes períodos. Dowiyogo murió de diabetes mellitus mientras ocupaba su cargo, el 10 de marzo de 2003, en Washington D. C.; su sucesor, Derog Gioura, sufrió un infarto. Ludwig Scotty fue elegido nuevo presidente el 29 de mayo de 2003, y en ese momento parecía muy posible que los años de inestabilidad política llegaran a su fin. Mientras tanto, hubo otra moción de censura en agosto de 2003. Harris recuperó el apoyo y fue reelegido presidente. El 22 de junio de 2004, Scotty recuperó la presidencia después de que Harris fuera destituido por otra moción de censura. Kinza Clodumar, uno de los ministros de Harris, votó en contra de Harris en la votación, provocando su destitución. La razón de Clodumar para cambiar de bando fue que quería evitar la disolución del parlamento amenazada por Harris. Scotty lo volvió a nombrar ministro de Finanzas como muestra de agradecimiento.
En 2001, el gobierno de Harris creó el Centro de Detención de Nauru para contrarrestar el colapso económico tras el fin de la extracción de fosfatos. El gobierno australiano de John Howard hizo detener a los refugiados aquí y pagó a Nauru muy generosamente por ello. Sin embargo, esto provocó violentas protestas de la oposición y de la población: los manifestantes quemaron la Casa del Estado, residencia de Harris, en 2003. El 23 de abril de 2004 se produjeron manifestaciones en el aeropuerto cuando Harris se disponía a volar a China para negociar. Algunos parlamentarios del partido opositor Naoero Amo también estuvieron presentes en estas protestas, por lo que fueron condenados a 14 años de prisión. Estas sentencias de prisión fueron revocadas cuando Scotty asumió el cargo. En mayo de 2004, algunos activistas australianos de derechos humanos lanzaron la Flotilla de la Esperanza, una travesía de dos yates australianos desde Sídney hasta Nauru, para protestar pacíficamente contra el campo de refugiados australiano en Nauru.
El nuevo gobierno de Scotty se encontró en un dilema: se fijó como objetivo el cierre del campo de refugiados, pero Harris se declaró contra esta medida poco después de ser elegido, ya que de lo contrario se quedarían sin ingresos. La economía estaría entonces débil y el Estado en bancarrota. Harris, que seguía siendo diputado, pidió que se celebraran nuevas elecciones parlamentarias anticipadas, ya que en ese momento bastaba con un diputado inseguro para volver a dar la vuelta a la situación. En junio de 2004, tres consultores australianos fueron enviados a Nauru para ayudar al nuevo gobierno a preparar un nuevo presupuesto estatal.

### Reformas y rehabilitación
En agosto de 2004, se publicó un estudio australiano en el que se afirmaba que Nauru tenía dos opciones: podía convertirse en "un mendigo y leproso del Pacífico asolado por la pobreza y las enfermedades, o podía elegir llevar una vida sana y modesta". Esto debe interpretarse como que Nauru debe renunciar a su soberanía como república y pasar a formar parte de Australia, Nueva Zelanda o Fiyi. Por su parte, la autora del estudio, Helen Hughes, concluyó que Nauru estaba acabado a menos que se introdujeran cambios estructurales drásticos, cruciales para evitar el declive económico y restaurar la estabilidad política.

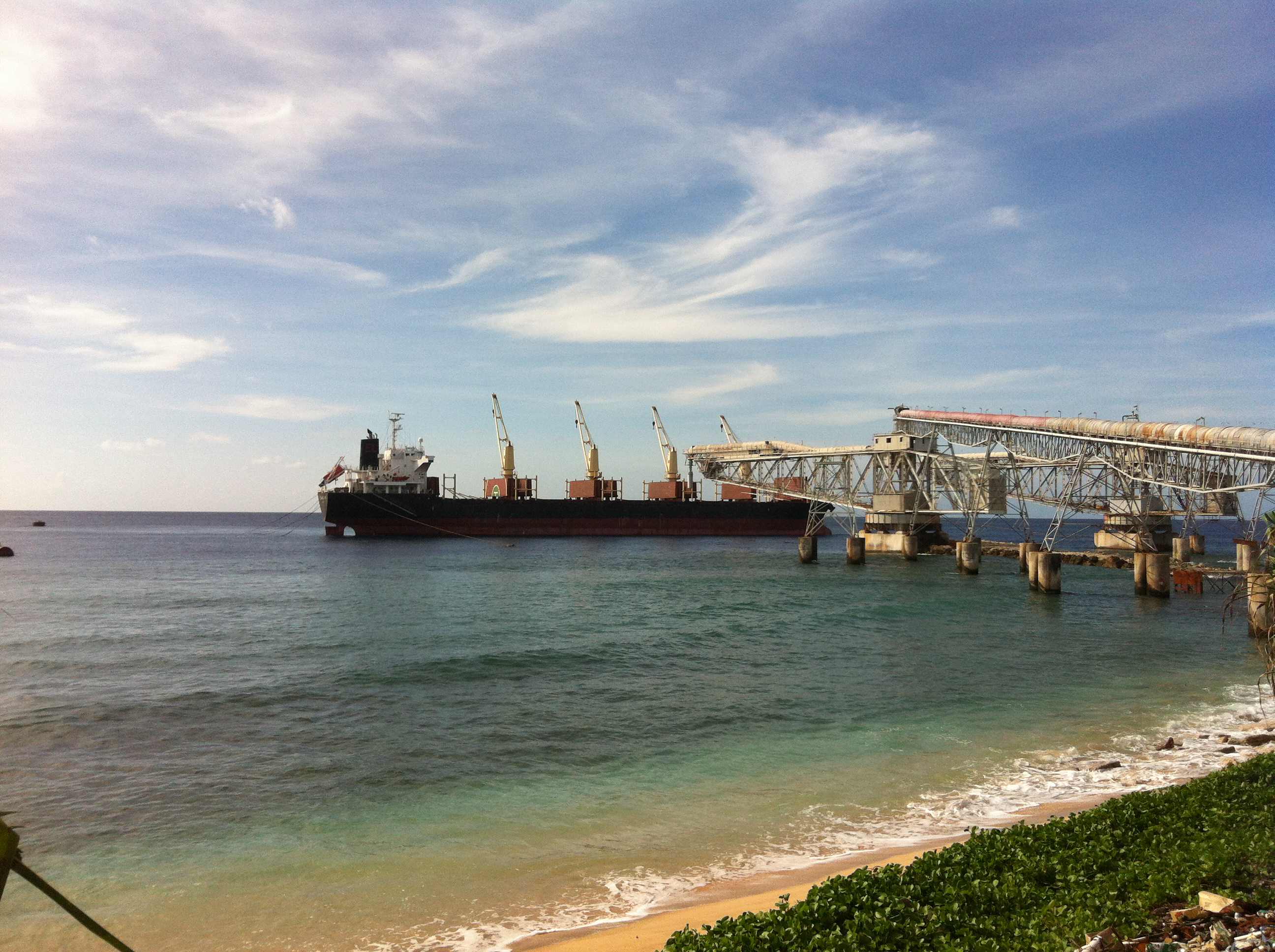
Un buque trayendo suministros a la costa de Nauru

Mientras tanto, en el Foro de las Islas del Pacífico, los países vecinos acordaron proporcionar ayuda financiera a Nauru en la peor crisis de su historia. En septiembre de 2004, las pruebas del suelo revelaron que había mucho más fosfato en la zona minera de lo que se pensaba; el entonces embajador de la ONU, Vinci Clodumar, ordenó que se hicieran más pruebas.
El 1 de octubre de 2004, Scotty declaró el estado de emergencia nacional debido a la crisis económica y al mismo tiempo disolvió el Parlamento; fijó nuevas elecciones para el 23 de octubre siguiente. También suspendió de sus funciones al Presidente del Parlamento, Russell Kun, para evitar que se produzcan nuevas acciones parlamentarias hasta las nuevas elecciones. Scotty y sus seguidores liberal-reformistas ganaron las elecciones parlamentarias por un claro margen, logrando una histórica mayoría de 16 a 2. Nauru se colocó en camino de superar años de inestabilidad política y, por tanto, también de sobrevivir a la crisis económica. En diciembre de 2004, se exportó una mayor cantidad de fosfato por primera vez en meses; los envíos a Corea del Sur ascendieron a unas 10.000 toneladas.
A finales de enero de 2005, el ministro australiano de Ciencia, Brendan Nelson, anunció que Australia eliminaría sus residuos nucleares fuera de su territorio. Nauru se consideró un lugar muy adecuado para la construcción de un depósito. El 15 de junio de 2005, Nauru se unió a la Comisión Ballenera Internacional (CBI); es posible que Japón, uno de los principales países balleneros, haya atraído a Nauru para que se uniera a ella con ayuda financiera para que votara sobre la reanudación de la caza comercial de ballenas en Ulsan, Corea del Sur, el 20 de junio de 2005, pero los pro-balleneros fueron derrotados en la votación. La adhesión de Nauru a la CBI desató la polémica en Australia, donde el gobierno australiano amenazó con consecuencias diplomáticas; sin embargo, el enviado de Nauru a la CBI, Marcus Stephen, negó las acusaciones de Australia.
Tras un nuevo endurecimiento de la Ley contra el Blanqueo de Capitales desde 2004, que se tradujo en la cancelación de todos los bancos registrados en Nauru que existían como empresas ficticias, Nauru fue eliminado de la lista negra del GAFI de Estados no cooperantes en relación con el blanqueo de capitales en octubre de 2005. Durante una reunión de los Estados miembros del Foro de las Islas del Pacífico, Scotty y el ministro de Asuntos Exteriores, David Adeang, anunciaron que el fosfato restante descubierto en septiembre de 2004 aumentaría la tasa de exportación de Nauru en un 300% en un plazo de seis meses, y se preparó una Estrategia Nacional de Desarrollo con el apoyo del Foro de las Islas del Pacífico.
En diciembre de 2005, el Banco de Exportación e Importación de Estados Unidos, propietario del único avión de Air Nauru, exigió su devolución. La República Popular China no había cumplido su promesa de hacerse cargo de las deudas de la compañía aérea de Nauru tras romper relaciones con Taiwán. En consecuencia, las operaciones de las aerolíneas se suspendieron inicialmente, pero se reanudaron en septiembre de 2006 con ayuda taiwanesa, después de que Nauru reanudara las relaciones con Taiwán, que se habían interrumpido en 2002. La compañía, rebautizada como Our Airline, vuela con un Boeing 737 alquilado desde Brisbane a Honiara, Tarawa y Majuro, así como a Nauru.
En julio de 2007, tras la primera legislatura regular sin moción de censura en mucho tiempo y sin grandes disturbios políticos, Scotty adelantó dos meses las elecciones previstas para octubre. En septiembre de 2007, el ministro de Industria, Pitcher, anunció que los programas de rehabilitación y renaturalización ideados por el gobierno reformista se pondrían en marcha a finales de año. Se espera que la transformación gradual de Nauru de un paisaje lunar a una isla tropical dure hasta 20 años.

### Crisis sanitaria
En 2001, el barco noruego MV Tampa (en), que había rescatado a 438 refugiados de una embarcación varada, buscó un puerto en Australia para dejarlos; se convirtió en un asunto internacional conocido como el asunto Tampa cuando Australia denegó el acceso a sus puertos, llevó a los refugiados a bordo del barco militar australiano HMAS Manoora (L 52) (en) y los trasladó a dos campos de retención en Nauru, que más tarde pasaron a formar parte de la Solución del Pacífico del gobierno de Howard. 

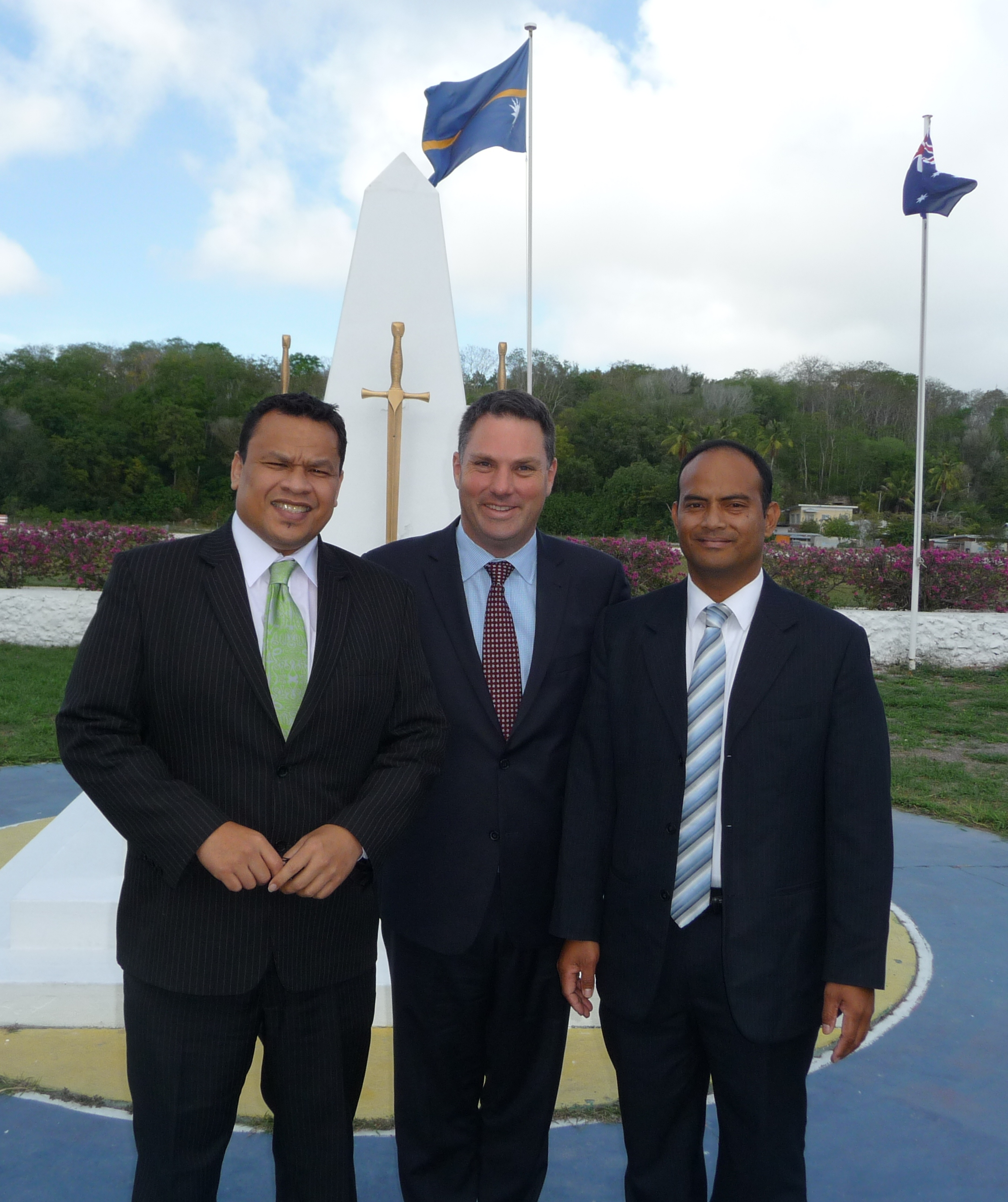
El Secretario Parlamentario de Australia Richard Marles con el presidente de Nauru, Sprent Dabwido, y el ministro de Finanzas de Nauru, David Adeang en 2012

Nauru gestionaba estos centros de detención, State House y Topside, a cambio de varios millones de dólares de ayuda económica anual de Australia. El gobierno australiano enviaba a los detenidos a estos centros a cambio de la ayuda del gobierno australiano. El gobierno australiano envió más solicitantes de asilo a estos campos en 2006 y 2007, y los campos se cerraron en 2008, antes de ser reabiertos en agosto de 2012. En los meses siguientes, el Alto Comisionado de las Naciones Unidas para los Refugiados denunció que las condiciones de los refugiados en Nauru no cumplían con las normas internacionales; en 2016, Amnistía Internacional las calificó de horribles; a finales de 2018, el ACNUR, el Real Colegio de Médicos de Australasia y Médicos Sin Fronteras pidieron la evacuación médica inmediata de todos los refugiados y solicitantes de asilo de Nauru, debido a la crítica situación sanitaria: En los 11 meses anteriores se habían registrado 78 casos de intentos de suicidio, pensamientos suicidas y autolesiones entre sus pacientes de Nauru.

### Crisis política
El 10 de noviembre de 2007 se produjo una crisis en el seno del Gobierno. Tres ministros del gobierno de Scotty (el de Sanidad, Kieren Keke, el de Industria, Frederick Pitcher, y el de Justicia, Roland Kun) dimitieron tras las desavenencias con el de Asuntos Exteriores, David Adeang. Él y el presidente Scotty habían sido criticados por los partidarios de los tres por socavar el programa de reformas y no impulsarlo lo suficiente. Según informaron los medios de comunicación neozelandeses y australianos, el 13 de noviembre se celebró una moción de censura contra Scotty, con Keke como candidato opositor, que Scotty perdió por siete votos a ocho (con dos ausentes). Sin embargo, habrían sido necesarios nueve votos para que la moción de censura tuviera éxito. Al día siguiente, Keke desmintió las informaciones según las cuales ya se había celebrado una votación en el Parlamento, pero anunció una para el 16 de noviembre y se mostró confiado en ganarla, ya que Scotty no tenía ninguna posibilidad de éxito sin los votos de la oposición en torno al archienemigo René Harris.
Finalmente, Scotty fue expulsado del parlamento el 19 de diciembre de 2007 por un voto de censura de diez a siete, y su oponente Marcus Stephen juró como nuevo presidente y nombró su nuevo gabinete.
En noviembre de 2007, el gobierno de John Howard perdió las elecciones generales en Australia y Kevin Rudd fue nombrado primer ministro. El cambio de poder en Australia también supuso el fin del Centro de Detención de Nauru: en febrero de 2008, el campamento de State House se cerró después de que los últimos refugiados birmanos y de Sri Lanka obtuvieran asilo en Australia. El primer campo de refugiados, llamado Top Side, en el emplazamiento de un antiguo campo de deportes, ya había sido cerrado en septiembre de 2004. El cierre de los campos de Nauru equivalió al fin de la Solución Pacífica.

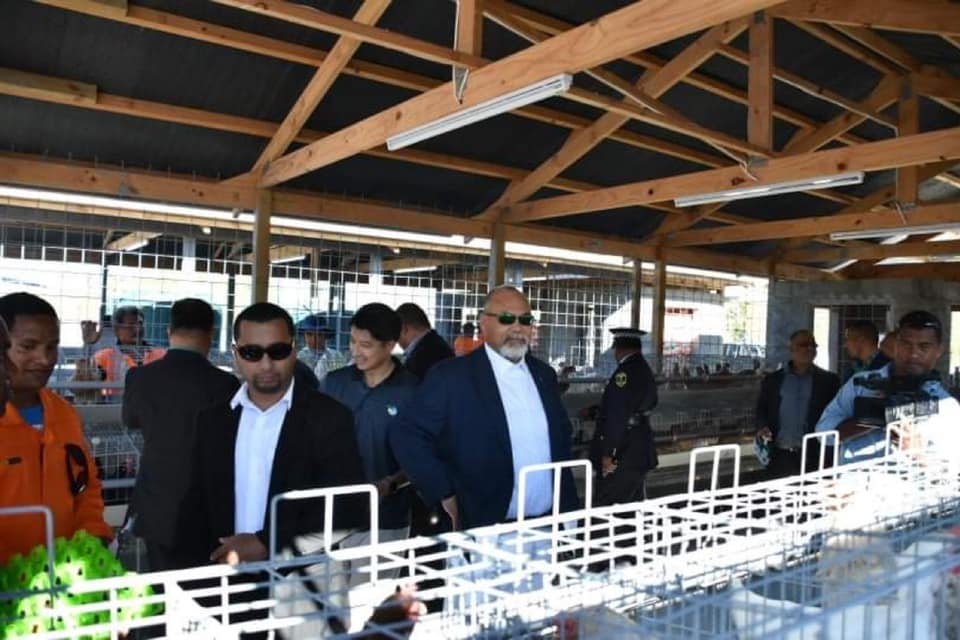
El Presidente Lionel Aingimea en 2020 durante la Ceremonia de Inauguración de la Granja del Centro Correccional establecida para enseñar a los reclusos habilidades laborales prácticas.

El 18 de marzo de 2008, la oposición depuesta en torno a Scotty y Adeang intentó forzar otra moción de censura. Sin embargo, como el Presidente en funciones del Parlamento, Riddell Akua, que preside este tipo de votaciones sin voto de voz, dimitió inmediatamente y ninguno de los miembros de la oposición aceptó ocupar el puesto, no se celebró ninguna votación. El 20 de marzo de 2008, tras numerosos intentos de nombramiento, David Adeang aceptó por sorpresa el cargo de Presidente del Parlamento. Tras las continuas luchas internas y el estancamiento entre los grupos de Adeang y Stephen, este último declaró el estado de emergencia nacional el 18 de abril de 2008 y posteriormente disolvió el parlamento. En las nuevas elecciones del 26 de abril, el gobierno de Stephen obtuvo tres escaños y ahora cuenta con una sólida mayoría de 12 escaños frente a seis, y el expresidente René Harris perdió su escaño. Stephen fue confirmado como presidente, tras lo cual nombró a su probado gabinete y Akua fue reelegido presidente del parlamento.

## Geografía
Nauru es una pequeña isla de fosfato rodeada de un arrecife que queda expuesto con la marea baja al oeste del océano Pacífico, al sur de las Islas Marshall. La mayor parte de la población vive en un estrecho cinturón costero. Una planicie central cubre aproximadamente el 45 % del territorio y se eleva unos 65 metros sobre el nivel del mar. Posee una pequeña laguna al suroeste de la isla llamada laguna de Buada. 

Mapa de Nauru.

La extracción intensiva de fosfato por parte de empresas inglesas ha afectado enormemente el ecosistema de Nauru, dejando el 90 % de la parte central de la isla como una planicie no cultivable, además de limitar los recursos actuales que el país posee. 
Nauru era una de tres grandes islas de fosfato en el océano Pacífico (las demás son Banaba en Kiribati y Makatea en la Polinesia Francesa); sin embargo, las reservas de fosfato casi están agotadas después de devastar el 80 % de la isla, dejando un terreno estéril de pináculos de caliza dentados de hasta 15 metros de altitud. La minería también ha tenido un impacto sobre la vida marítima, que se ha visto reducida en un 40 %.

### Clima
Debido a su proximidad con la línea del Ecuador el clima de Nauru es tropical, con constantes lluvias y monzones entre los meses de noviembre y febrero. La disponibilidad de agua dulce es limitada. Por lo tanto, los pobladores dependen del uso de tanques para recolectar el agua y del suministro de una planta desalinizadora.
| Parámetros climáticos promedio de Distrito de Yaren | Parámetros climáticos promedio de Distrito de Yaren | Parámetros climáticos promedio de Distrito de Yaren | Parámetros climáticos promedio de Distrito de Yaren | Parámetros climáticos promedio de Distrito de Yaren | Parámetros climáticos promedio de Distrito de Yaren | Parámetros climáticos promedio de Distrito de Yaren | Parámetros climáticos promedio de Distrito de Yaren | Parámetros climáticos promedio de Distrito de Yaren | Parámetros climáticos promedio de Distrito de Yaren | Parámetros climáticos promedio de Distrito de Yaren | Parámetros climáticos promedio de Distrito de Yaren | Parámetros climáticos promedio de Distrito de Yaren | Parámetros climáticos promedio de Distrito de Yaren |
| Mes                                                 | Ene.                                                | Feb.                                                | Mar.                                                | Abr.                                                | May.                                                | Jun.                                                | Jul.                                                | Ago.                                                | Sep.                                                | Oct.                                                | Nov.                                                | Dic.                                                | Anual                                               |
| --------------------------------------------------- | --------------------------------------------------- | --------------------------------------------------- | --------------------------------------------------- | --------------------------------------------------- | --------------------------------------------------- | --------------------------------------------------- | --------------------------------------------------- | --------------------------------------------------- | --------------------------------------------------- | --------------------------------------------------- | --------------------------------------------------- | --------------------------------------------------- | --------------------------------------------------- |
| Temp. máx. abs. (°C)                                | 34                                                  | 37                                                  | 35                                                  | 35                                                  | 32                                                  | 32                                                  | 35                                                  | 33                                                  | 35                                                  | 34                                                  | 36                                                  | 35                                                  | 37                                                  |
| Temp. máx. media (°C)                               | 30                                                  | 30                                                  | 30                                                  | 30                                                  | 30                                                  | 30                                                  | 30                                                  | 30                                                  | 30                                                  | 31                                                  | 31                                                  | 31                                                  | 30.3                                                |
| Temp. mín. media (°C)                               | 25                                                  | 25                                                  | 25                                                  | 24                                                  | 23                                                  | 23                                                  | 25                                                  | 24                                                  | 25                                                  | 25                                                  | 25                                                  | 25                                                  | 24.5                                                |
| Temp. mín. abs. (°C)                                | 21                                                  | 21                                                  | 21                                                  | 21                                                  | 20                                                  | 21                                                  | 20                                                  | 21                                                  | 20                                                  | 21                                                  | 21                                                  | 21                                                  | 20                                                  |
| Precipitación total (mm)                            | 280                                                 | 250                                                 | 190                                                 | 190                                                 | 120                                                 | 110                                                 | 150                                                 | 130                                                 | 120                                                 | 100                                                 | 120                                                 | 280                                                 | 2080                                                |
| Días de precipitaciones (≥ 1 mm)                    | 16                                                  | 14                                                  | 13                                                  | 11                                                  | 9                                                   | 9                                                   | 12                                                  | 14                                                  | 11                                                  | 10                                                  | 13                                                  | 15                                                  | 152                                                 |
| Fuente:                                             |                                                     |                                                     |                                                     |                                                     |                                                     |                                                     |                                                     |                                                     |                                                     |                                                     |                                                     |                                                     |                                                     |

### Fauna y flora

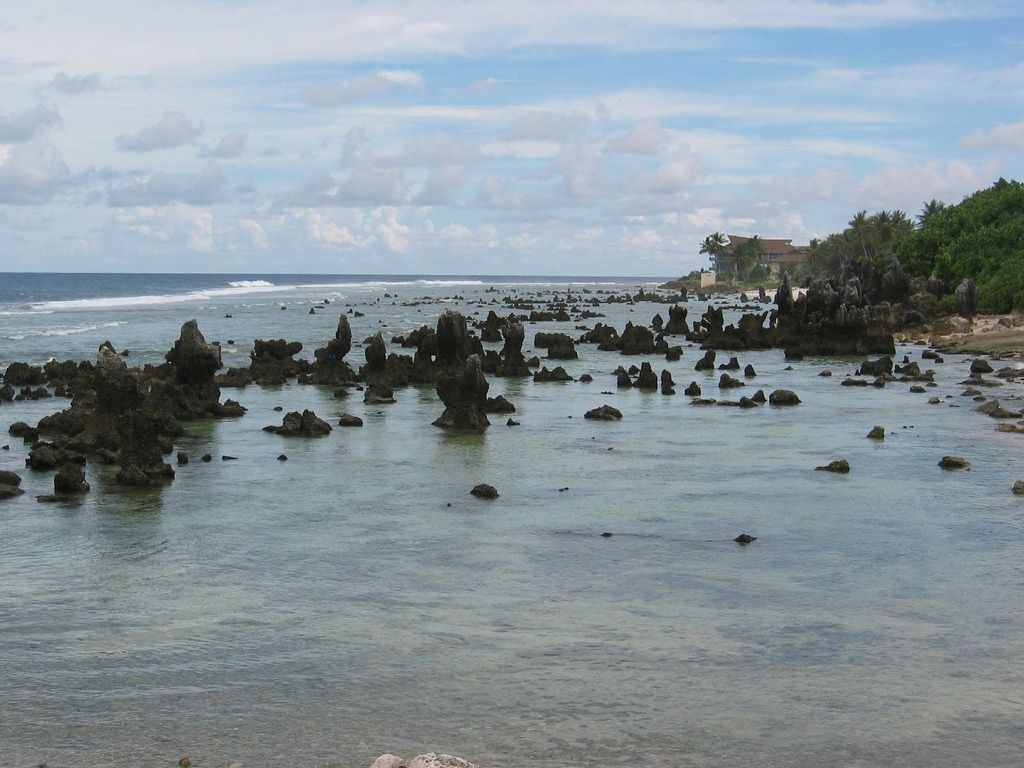
Puntas de coral sobre la playa.

Hay solo sesenta especies registradas de traqueófitas en la isla, ninguna de las cuales es endémica. La actividad humana ha tenido serias repercusiones sobre la vida local. No hay mamíferos propios en la isla, pero sí aves, hay una ave endémica de Nauru, es el carricero de Nauru, aunque está en amenaza de peligro de extinción, además de insectos y moluscos. Especies como ratas polinésicas, gatos, perros, cerdos y pollos fueron introducidos recientemente en la isla.
La vegetación tropical es frecuente en el litoral y alrededor de la laguna de Buada, pero muy escasa en el centro de la isla a consecuencia de la explotación minera. 
Hay algunas especies endémicas en Nauru cuya supervivencia está comprometida por la destrucción de su hábitat por parte de la explotación minera, la contaminación y la introducción de especies invasoras.
El medio ambiente marino (en particular el cinturón de coral que rodea la isla) ha sido degradado por los efectos de la explotación de fosfato y la urbanización.
Una amplia franja de aguas poco profundas rodea la isla, que se seca con la marea baja y puede recorrerse a pie; en ella viven diversos animales marinos, como erizos de mar, moluscos y cangrejos, y en las aguas poco profundas situadas frente a ella también crecen corales. Conectada a esta franja hay una estrecha franja de tierra de unos cientos de metros de ancho con arena coralina blanca como la nieve, donde prosperan los cocoteros, los árboles de tornillo y otros bosques. La carretera principal recorre toda la costa, donde se encuentran casi todos los edificios de la isla.

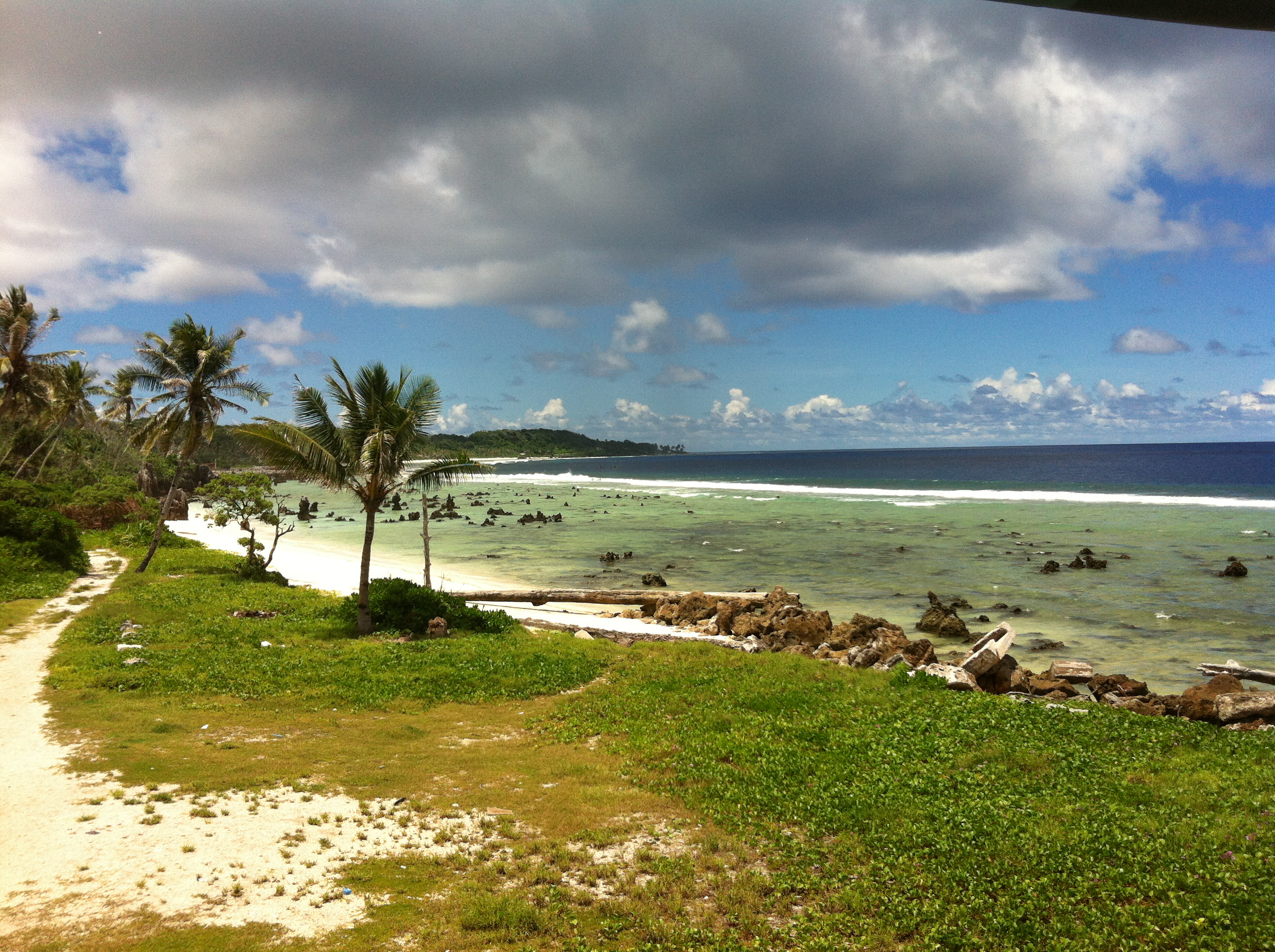
Playa frente al Hotel Menen en Nauru.

Más hacia el interior, se eleva una segunda terraza alta, donde el paisaje natural aún se conserva en gran medida. Aquí se extienden bosques escasos con cocoteros, higueras, palos de rosa (llamados localmente tomano), hibiscos. Otras especies de árboles, como los cerezos, los almendros o los mangos, han sido víctimas de la deforestación intensiva y la destrucción del medio ambiente. En el interior de la isla, la diferencia entre las zonas de fosfato ahora explotadas y el paisaje natural aún algo conservado es notable. Mientras que la vegetación es algo más densa y baja en las altitudes más bajas, hay más árboles de madera dura alrededor de los puntos más altos de la isla. Esta diferencia puede explicarse por la falta de escorrentía del agua de lluvia hacia el océano. Se filtra rápidamente en el suelo poroso de piedra caliza y fosfato, cuyo fondo (y, por tanto, el nivel freático) es bajo.
De las 493 especies de plantas (incluidos los híbridos) de Nauru, se cree que sólo 59 son autóctonas y ninguna endémica.

### Geología
Lo más destacable en el interior de la isla son los pináculos y pirámides de piedra caliza de aspecto fantástico que se han formado en las minas a cielo abierto de fosforita explotadas. Tienen entre cuatro y diez metros de altura, y entre ellos se ha formado todo un laberinto de calderas y profundas hondonadas.
El resto de la isla es una mesa casi plana. El fosfato extraído por las excavadoras se llevaba en un ferrocarril de vía estrecha. Quedó un peculiar e inanimado paisaje lunar. Los pináculos de piedra y las pirámides no tienen cobertura de suelo y están desprovistos de vegetación. El agua de lluvia se acumula en los huecos y se filtra rápidamente a través de la porosa piedra caliza del arrecife.

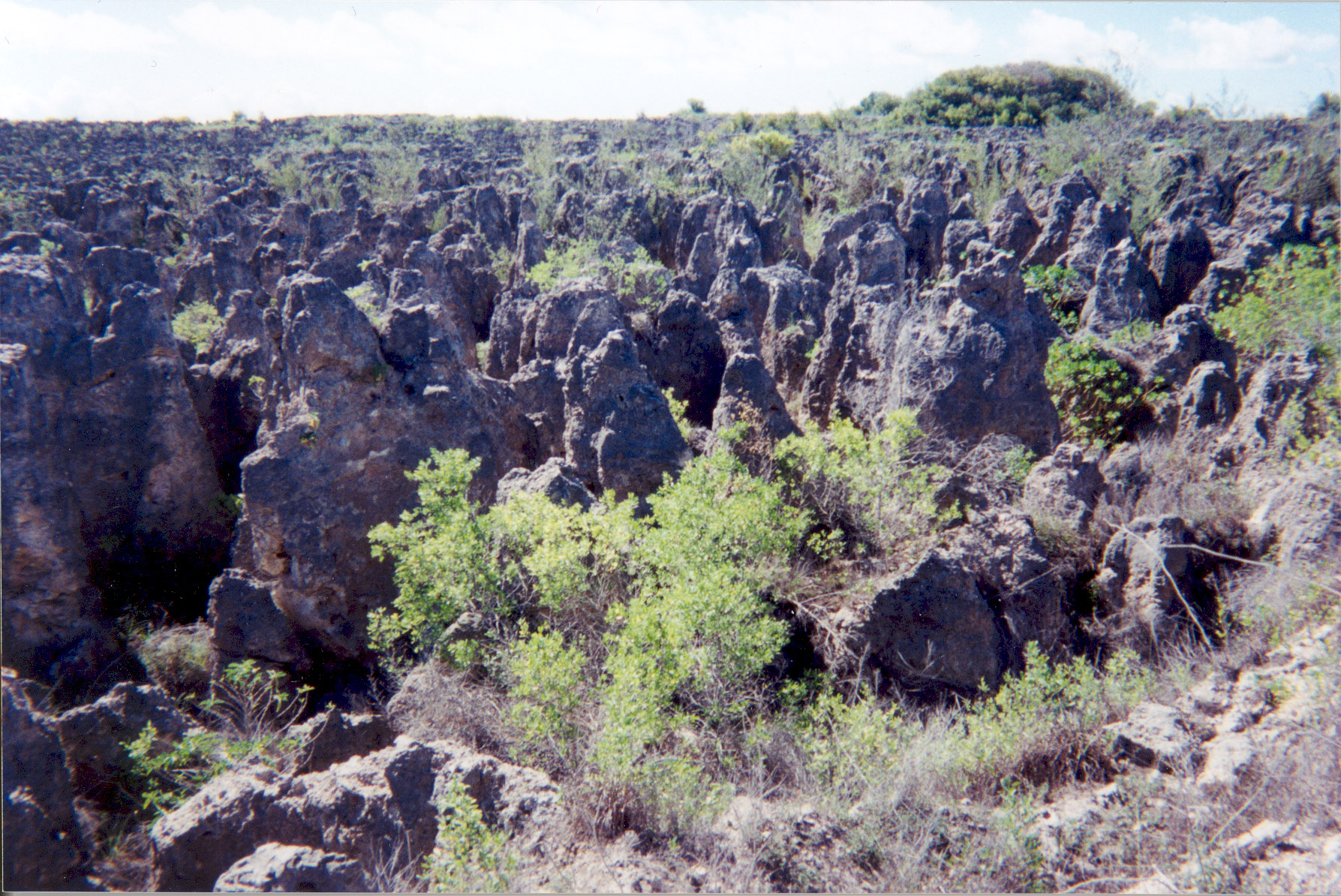
Paisaje kárstico en el interior de Nauru, legado de la minería del fosfato.

Geógrafos, geomorfólogos y geólogos estudiaron el relieve, el suelo y la estructura geológica de la isla y dedujeron una historia de desarrollo muy variada: El atolón de Nauru existe desde hace mucho tiempo. El arrecife anular de corales terciarios se ha conservado hasta hoy. En el Paleógeno, el Terciario Antiguo, el fondo de la laguna de Buada estaba 60 metros por debajo del nivel del mar actual. En el Mioceno, un periodo del Terciario tardío, el atolón se elevó fuertemente, de modo que el fondo de la laguna estaba diez metros más alto que el nivel del mar actual. Es probable que la superficie de la isla sufriera una fuerte erosión durante esta época, formando un relieve cárstico. Se trata de las piedras y pirámides actuales que dan a las fosas abiertas un aspecto tan extraño. Posteriormente, la isla se inundó y se formó una laguna de aguas poco profundas. Los sedimentos enriquecidos con fósforo se asentaron en los huecos y otras cavidades entre las motas de la caliza del arrecife. La inundación de la isla continuó durante mucho tiempo. Durante este tiempo, los sedimentos de la laguna sufrieron cambios considerables, que posiblemente contribuyeron a la disolución de los carbonatos contenidos en los sedimentos y a su enriquecimiento con compuestos de fósforo.
A partir de entonces, se produjo un prolongado periodo de levantamiento de la isla, el fondo de la antigua laguna se elevó fuera del agua y las plantas comenzaron a colonizar la isla. En la actualidad, toda la parte interior de la isla está entre veinte y treinta metros por encima del nivel del mar. Sólo queda una pequeña depresión, ocupada por un lago: la laguna de Buada.
Esta imagen de la historia geológica de Nauru contiene dos puntos controvertidos:

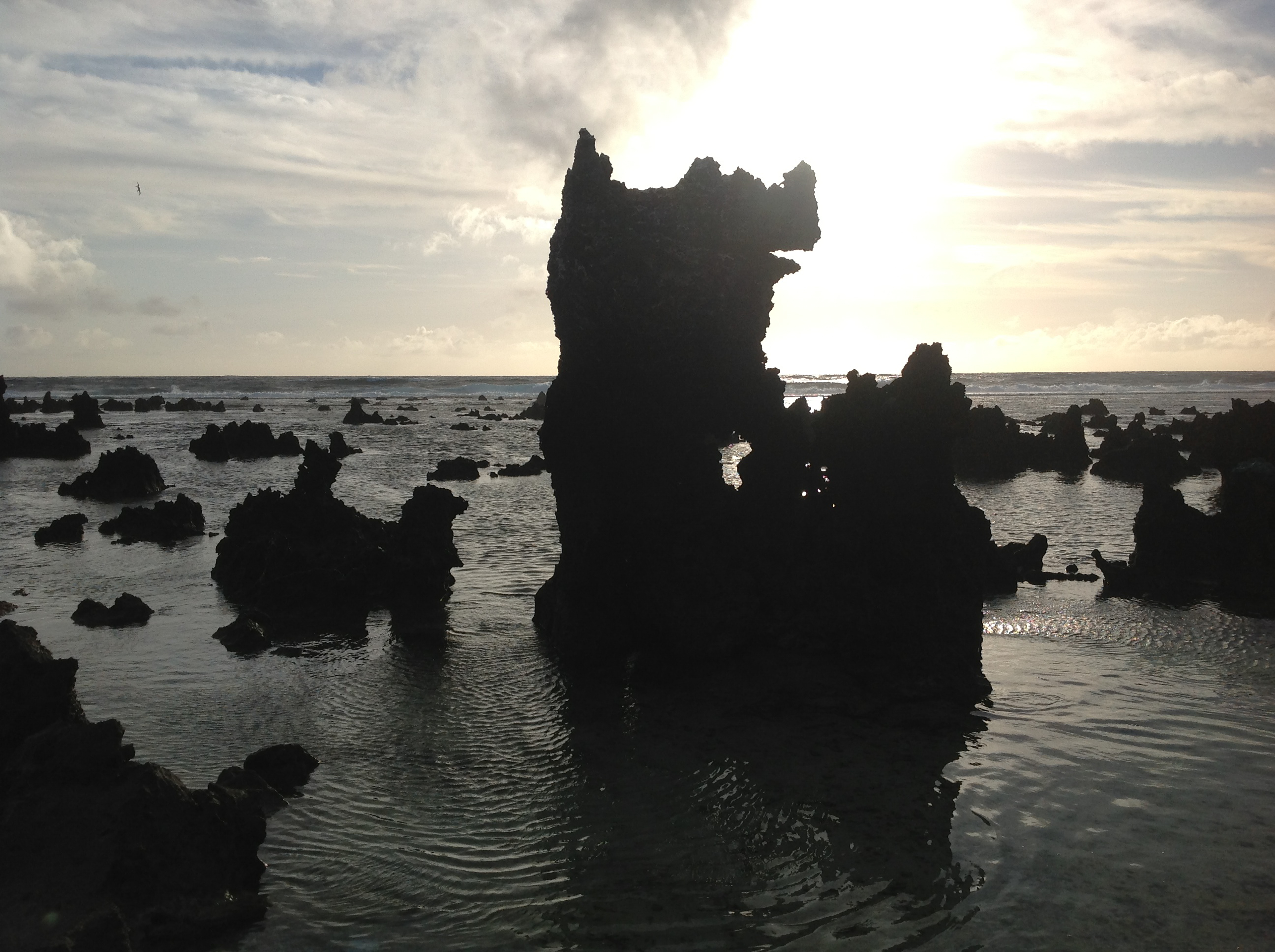
Pináculos en Nauru.

La explicación que se da a la formación del peculiar relieve es algo dudosa. Aparte de la suposición de que se ha producido una fuerte karstificación, es decir, que las calizas arrecifales se han disuelto, existe otro punto de vista: En la playa y en los bajíos pedregosos, sobre todo en el lado oriental de la isla, hay bastantes pequeñas columnas de piedra que se han conservado como "testigos". Tienen una forma extraña y se han formado como resultado de la destrucción del macizo de arrecifes por las olas del mar. Cabe imaginar que toda la parte de aguas poco profundas de la superficie de la isla fue sometida a un intenso trabajo por parte de las olas durante los periodos de levantamiento. Este espacio no estaba protegido; en cualquier caso, había pasajes muy amplios en el arrecife en forma de anillo. El posterior levantamiento de la isla se limitó a la continuación de la colada anterior, y el agua de la lluvia alisó los pilares de piedra y los fragmentos de piedra que quedaron como vestigios.
El segundo punto de controversia es el origen de las fosforitas. En las fosas abiertas y en los lugares en los que sale a la luz el llamado nauruit, se observa que la capa de sedimentos de fosforita tiene una estructura complicada. Lo más típico es la imagen de restos fragmentados de diferentes tamaños: a veces costras y terrones de un metro de diámetro, la mayoría de las veces trozos angulares más pequeños de restos, más raramente riñones de fosforita abrasados mezclados con tierra fina. Todo este material no está clasificado y es muy diverso. En consecuencia, la acumulación original de fosforita, que suele formarse en aguas poco profundas tras la muerte de grandes masas de plancton, se ha remodelado repetidamente durante la fuerte erosión y las múltiples reposiciones.
En la complicada y larga historia de la isla, sin duda también ha habido periodos en los que han pasado por encima fuertes tifones. A continuación, se llevó a cabo un lavado y una reorganización muy intensos de los escombros. Estos cambios catastróficos también se han descrito en atolones actuales. En cada caso, se indica entonces que enormes masas de material de escombros se redepositaron y remodelaron en la isla y en las aguas poco profundas de la costa. En el proceso, la tierra fina fue arrastrada al mar abierto, mientras que los trozos más grandes, principalmente nódulos de fosforita y fragmentos de costras formados por gotas, permanecieron en la isla. Los cantos rodados y los fragmentos se mantenían en las formas huecas del relieve, y en un relieve karstificado rellenaban principalmente los huecos y las bolsas entre los jags y las pirámides de caliza arrecifal.
Existe otra versión del origen de la roca fosfórica, que se considera más probable: En la superficie de la piedra caliza fácilmente soluble, expuesta a la intemperie, se formaron profundos embudos y conos puntiagudos, lugares de anidación ideales para las aves marinas. A lo largo de cientos de miles de años, los excrementos de millones y millones de aves marinas se acumularon en los embudos y acabaron cubriendo casi toda la isla hasta una altura de varios metros. El guano, como se denomina a los depósitos de excrementos de aves, se transforma con el tiempo, bajo la influencia del clima, en fosfato de calcio de la máxima pureza. La roca contenía a veces más del 90 % de fosfato puro.

## Gobierno y política

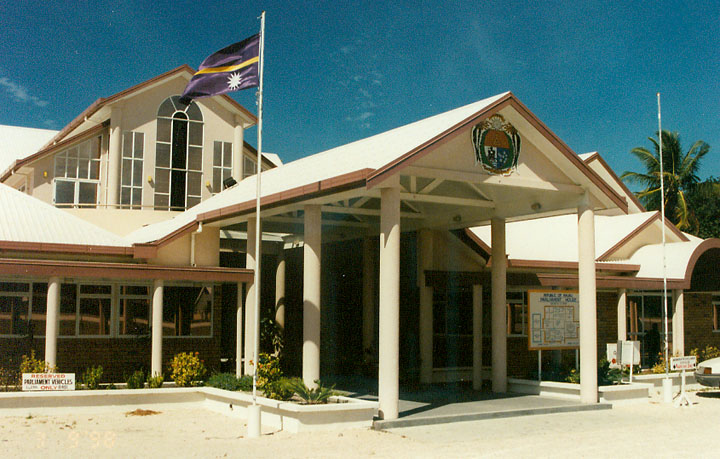
El Parlamento de Nauru.

Nauru es una República parlamentaria. El parlamento, que consta de 18 miembros y es elegido por sufragio cada tres años, elige un presidente entre sus miembros, quien designa a su vez un gabinete de entre cinco y seis ministros. El presidente es al mismo tiempo el jefe del estado y del gobierno. Existe un sistema multipartidista aunque con pocas diferencias en sus organizaciones. Los principales partidos son el Nauru First (único partido formal del país), el Partido Democrático (Democratic Party) y el Partido de Centro (Centre Party).
Entre 1999 y 2004 ha habido una serie de votos desaprobatorios al gobierno que han llevado a convocar elecciones, lo que ha supuesto una alternancia de René Harris y Bernard Dowiyogo en la presidencia. Dowiyogo murió siendo presidente el 18 de marzo de 2003 en Washington D. C. tras una cirugía de corazón. Ludwig Scotty fue elegido presidente el 29 de mayo de 2003 y aunque se pensó que terminarían los años de inestabilidad, en agosto de 2003 hubo otro voto de confianza perdido por el gobierno. Harris logró nuevamente suficiente apoyo para regresar a la presidencia.
En 2004 el presidente de Nauru Ludwig Scotty declaró el 1 de octubre el estado de emergencia y disolvió el parlamento tras no lograr aprobar el presupuesto del Estado. Las elecciones anticipadas del 24 de octubre favorecieron a su partido dándole una amplia mayoría, lo que le permitió en noviembre de 2004 aprobar el primer presupuesto ajustado a la nueva realidad económica de la isla.

### Presidentes del país

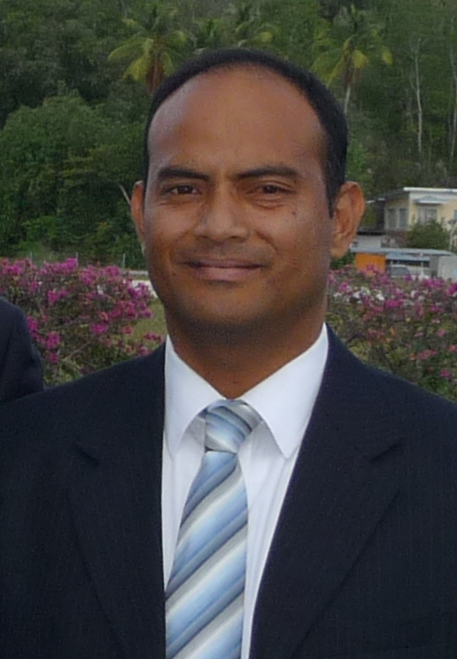
David Adeang, actual presidente de Nauru.

| N.º | Presidente                     | Inicio de mandato        | Final de mandato         |
| --- | ------------------------------ | ------------------------ | ------------------------ |
| 1.  | Hammer DeRoburt                | 31 de enero de 1968      | 22 de diciembre de 1976  |
| 2.  | Bernard Dowiyogo               | 22 de diciembre de 1976  | 19 de abril de 1978      |
| 3.  | Lagumot Harris                 | 19 de abril de 1978      | 15 de mayo de 1978       |
| 4.  | Hammer DeRoburt (2.º mandato)  | 15 de mayo de 1978       | 17 de septiembre de 1986 |
| 5.  | Kennan Adeang                  | 17 de septiembre de 1986 | 1 de octubre de 1986     |
| 6.  | Hammer DeRoburt (3.º mandato)  | 1 de octubre de 1986     | Diciembre de 1986        |
| 7.  | Kennan Adeang (2.º mandato)    | Diciembre de 1986        | Diciembre de 1986        |
| 8.  | Hammer DeRoburt (4.º mandato)  | Diciembre de 1986        | 17 de agosto de 1989     |
| 9.  | Kenos Aroi                     | 17 de agosto de 1989     | 12 de diciembre de 1989  |
| 10. | Bernard Dowiyogo (2.º mandato) | 12 de diciembre de 1989  | 22 de noviembre de 1995  |
| 11. | Lagumot Harris (2.º mandato)   | 22 de noviembre de 1995  | 11 de noviembre de 1996  |
| 12. | Bernard Dowiyogo (3.º mandato) | 11 de noviembre de 1996  | 26 de noviembre de 1996  |
| 13. | Kennan Adeang (3.º mandato)    | 26 de noviembre de 1996  | 19 de diciembre de 1996  |
| 14. | Ruben Kun                      | 19 de diciembre de 1996  | 13 de febrero de 1997    |
| 15. | Kinza Clodumar                 | 13 de febrero de 1997    | 18 de junio de 1998      |
| 16. | Bernard Dowiyogo               | 18 de junio de 1998      | 27 de abril de 1999      |
| 17. | René Harris                    | 27 de abril de 1999      | 20 de abril de 2000      |
| 18. | Bernard Dowiyogo               | 20 de abril de 2000      | 30 de marzo de 2001      |
| 19. | René Harris (2.º mandato)      | 30 de marzo de 2001      | 9 de enero de 2003       |
| 20. | Bernard Dowiyogo (6.º mandato) | 9 de enero de 2003       | 17 de enero de 2003      |
| 21. | René Harris (3.º mandato)      | 17 de enero de 2003      | 18 de enero de 2003      |
| 22. | Bernard Dowiyogo (7.º mandato) | 18 de enero de 2003      | 10 de marzo de 2003      |
| 23. | Derog Gioura                   | 10 de marzo de 2003      | 29 de mayo de 2003       |
| 24. | Ludwig Scotty                  | 29 de mayo de 2003       | 8 de agosto de 2003      |
| 25. | René Harris (4.º mandato)      | 8 de agosto de 2003      | 22 de junio de 2004      |
| 26. | Ludwig Scotty (2.º mandato)    | 22 de junio de 2004      | 19 de diciembre de 2007  |
| 27. | Marcus Stephen                 | 19 de diciembre de 2007  | 10 de noviembre de 2011  |
| 28. | Frederick Pitcher              | 10 de noviembre de 2011  | 15 de noviembre de 2011  |
| 29. | Sprent Dabwido                 | 15 de noviembre de 2011  | 11 de junio de 2013      |
| 30. | Baron Waqa                     | 11 de junio de 2013      | 27 de agosto de 2019     |
| 31  | Lionel Aingimea                | 27 de agosto de 2019     | 29 de septiembre de 2022 |
| 32  | Russ Kun                       | 29 de septiembre de 2022 | 30 de octubre de 2023    |
| 33  | David Adeang                   | 30 de octubre de 2023    | Presente                 |

### Derechos humanos

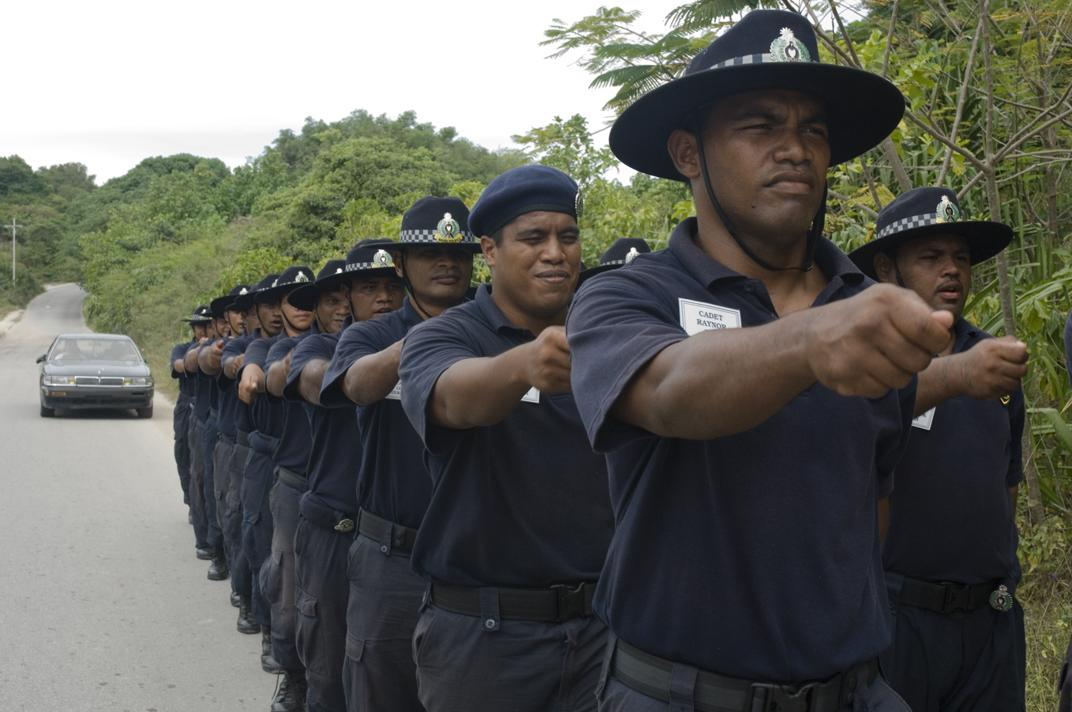
Cadetes de policía de Nauru en formación. Nauru no tiene fuerzas armadas, aunque hay una pequeña fuerza policial bajo control civil. La Defensa es responsabilidad de Australia.

En materia de derechos humanos, respecto a la pertenencia a los siete organismos de la Carta Internacional de Derechos Humanos, que incluyen al Comité de Derechos Humanos (HRC), Nauru ha firmado o ratificado:
| Nauru | Tratados internacionales  | Tratados internacionales  | Tratados internacionales    | Tratados internacionales    | Tratados internacionales  | Tratados internacionales    | Tratados internacionales  | Tratados internacionales | Tratados internacionales  | Tratados internacionales | Tratados internacionales | Tratados internacionales | Tratados internacionales    | Tratados internacionales    | Tratados internacionales | Tratados internacionales  | Tratados internacionales | Tratados internacionales  |
| --- | ------------------------- | ------------------------- | --------------------------- | --------------------------- | ------------------------- | --------------------------- | ------------------------- | ------------------------ | ------------------------- | ------------------------ | ------------------------ | ------------------------ | --------------------------- | --------------------------- | ------------------------ | ------------------------- | ------------------------ | ------------------------- |
| Nauru | CESCR                     | CESCR                     | CCPR                        | CCPR                        | CCPR                      | CERD                        | CED                       | CEDAW                    | CEDAW                     | CAT                      | CAT                      | CRC                      | CRC                         | CRC                         | CRC                      | MWC                       | CRPD                     | CRPD                      |
| Nauru | CESCR                     | CESCR-OP                  | CCPR                        | CCPR-OP1                    | CCPR-OP2-DP               | CERD                        | CED                       | CEDAW                    | CEDAW-OP                  | CAT                      | CAT-OP                   | CRC                      | CRC-OP-AC                   | CRC-OP-SC                   | CRC-OP-CP                | MWC                       | CRPD                     | CRPD-OP                   |
| Pertenencia | Ni firmado ni ratificado. | Ni firmado ni ratificado. | Firmado pero no ratificado. | Firmado pero no ratificado. | Ni firmado ni ratificado. | Firmado pero no ratificado. | Ni firmado ni ratificado. | Firmado y ratificado.    | Ni firmado ni ratificado. | Firmado y ratificado.    | Firmado y ratificado.    | Firmado y ratificado.    | Firmado pero no ratificado. | Firmado pero no ratificado. | Sin información.         | Ni firmado ni ratificado. | Firmado y ratificado.    | Ni firmado ni ratificado. |
| Firmado y ratificado, firmado, pero no ratificado, ni firmado ni ratificado, sin información, ha accedido a firmar y ratificar el órgano en cuestión, pero también reconoce la competencia de recibir y procesar comunicaciones individuales por parte de los órganos competentes. |                           |                           |                             |                             |                           |                             |                           |                          |                           |                          |                          |                          |                             |                             |                          |                           |                          |                           |

### Relaciones exteriores
Tras su independencia en 1968, Nauru se incorporó a la Mancomunidad de Naciones como miembro especial; pasó a ser miembro de pleno derecho en 1999. El país fue admitido en el Banco Asiático de Desarrollo en 1991 y en las Naciones Unidas en 1999. Nauru es miembro del Programa Regional de Medio Ambiente del Pacífico Sur, de la Comisión del Pacífico Sur y de la Comisión de Geociencias Aplicadas del Pacífico Sur.  En febrero de 2021, Nauru anunció que se retiraría formalmente del Foro de las Islas del Pacífico en una declaración conjunta con las Islas Marshall, Kiribati y los Estados Federados de Micronesia tras una disputa sobre la elección de Henry Puna como secretario general del Foro.
Nauru no tiene fuerzas armadas, aunque hay una pequeña fuerza policial bajo control civil. Australia es responsable de la defensa de Nauru en virtud de un acuerdo informal entre ambos países. El memorando de entendimiento entre Australia y Nauru, de septiembre de 2005, proporciona a este último una ayuda financiera y asistencia técnica, que incluye un secretario de finanzas para preparar el presupuesto y asesores en materia de salud y educación. Esta ayuda es a cambio de que Nauru albergue a los solicitantes de asilo mientras se tramitan sus solicitudes de entrada en Australia. Nauru utiliza el dólar australiano como moneda oficial.
Nauru ha aprovechado su posición como miembro de las Naciones Unidas para obtener apoyo financiero tanto de Taiwán (oficialmente la República de China o ROC) como de China continental (oficialmente la República Popular China o PRC) al cambiar su reconocimiento de uno a otro en el marco de la política de una sola China. El 21 de julio de 2002, Nauru firmó un acuerdo para establecer relaciones diplomáticas con la RPC, aceptando 130 millones de dólares de la RPC por esta acción. En respuesta, la ROC rompió las relaciones diplomáticas con Nauru dos días después. Más tarde, el 14 de mayo de 2005, Nauru restableció los vínculos con la República Popular China y el 31 de mayo de 2005 se rompieron oficialmente los lazos diplomáticos con la República Popular China, aunque ésta sigue manteniendo una oficina de representación en Nauru.
En 2008, Nauru reconoció a Kosovo como país independiente, y en 2009 se convirtió en el cuarto país, después de Rusia, Nicaragua y Venezuela, en reconocer a Abjasia, una territorio independiente de facto separado de Georgia. El 15 de julio de 2008, el gobierno de Nauru anunció un programa de renovación del puerto, financiado con 9 millones de dólares de ayuda al desarrollo recibida de Rusia. El gobierno de Nauru afirma que esta ayuda no está relacionada con su reconocimiento de Abjasia y Osetia del Sur.

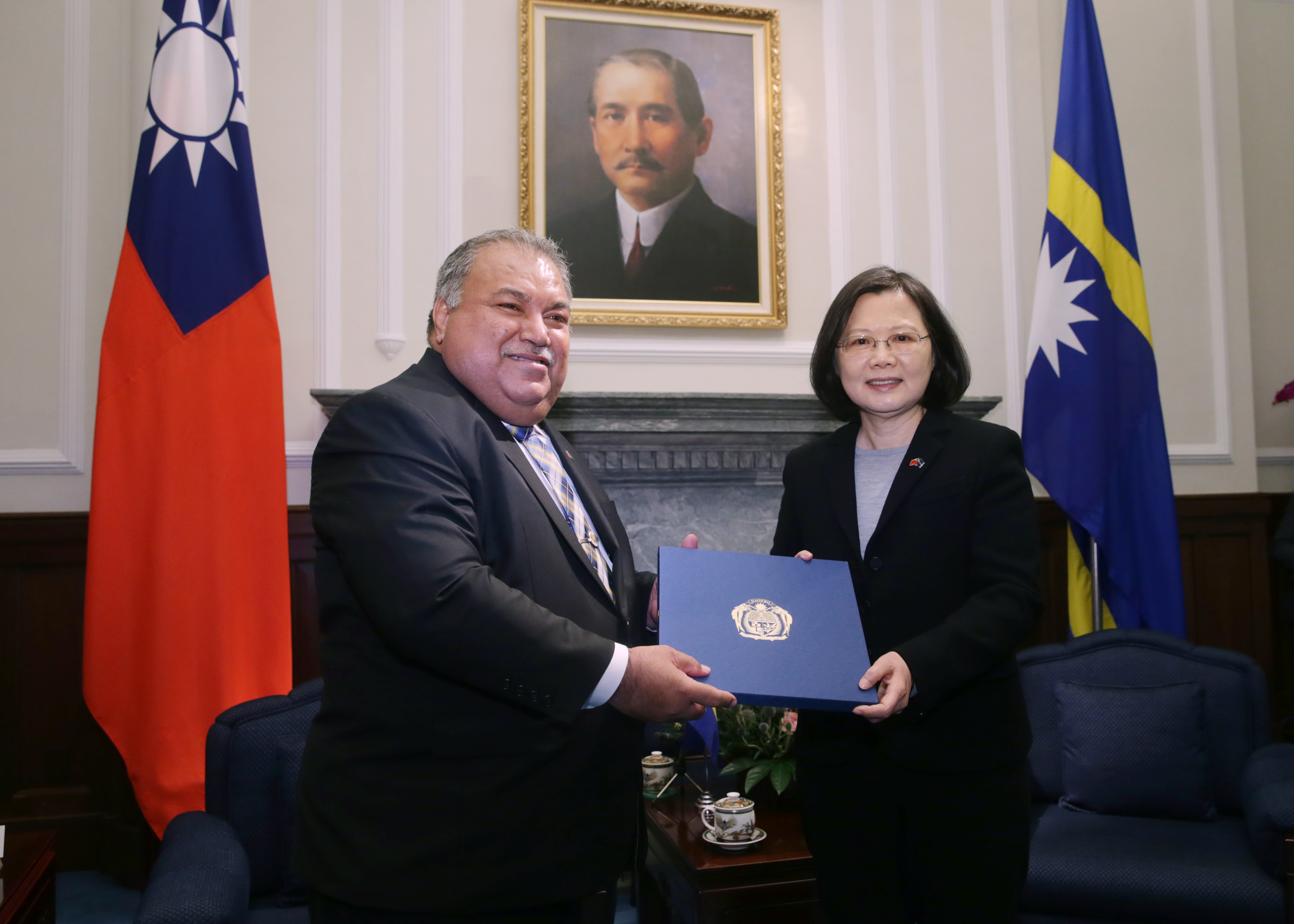
El expresidente de Nauru, Baron Waqa, y la presidenta de Taiwán, Tsai Ing-wen, en Taiwán, el 7 de marzo de 2017.

Una parte importante de los ingresos de Nauru ha sido en forma de ayuda de Australia. En 2001, el MV Tampa, un barco noruego que había rescatado a 438 refugiados de una embarcación varada de 20 metros de largo, pretendía atracar en Australia. En lo que se conoció como el "asunto Tampa", al barco se le negó la entrada y fue abordado por tropas australianas. Los refugiados fueron finalmente cargados en el buque de la Marina Real Australiana HMAS Manoora y llevados a Nauru para ser retenidos en centros de detención que posteriormente pasaron a formar parte de la Solución del Pacífico del gobierno de Howard. 
En noviembre de 2005, sólo quedaban en Nauru dos refugiados, Mohammed Sagar y Muhammad Faisal, de los enviados por primera vez en 2001,y Sagar se reasentó finalmente a principios de 2007. El gobierno australiano envió otros grupos de solicitantes de asilo a Nauru a finales de 2006 y principios de 2007. El centro de refugiados se cerró en 2008, pero, tras la reaprobación de la Solución Pacífica por parte del gobierno australiano en agosto de 2012, lo ha vuelto a abrir. El programa estadounidense de Medición de la Radiación Atmosférica gestiona una instalación de monitorización del clima en la isla.
En marzo de 2017, en la 34ª sesión ordinaria del Consejo de Derechos Humanos de la ONU, Vanuatu hizo una declaración conjunta en nombre de Nauru y de algunas otras naciones del Pacífico en la que planteaba las violaciones de los derechos humanos en Nueva Guinea Occidental, ocupada por Indonesia desde 1963, y pedía que el Alto Comisionado de la ONU para los Derechos Humanos elaborara un informe. Indonesia rechazó las acusaciones. Más de 100.000 papúes han muerto durante un conflicto de 50 años en Papúa.
Desde entonces, Amnistía Internacional ha descrito las condiciones de los refugiados de guerra que viven en Nauru como un "horror" con informes de niños de tan solo ocho años que intentan suicidarse y realizan actos de autolesión. En 2018, la situación ganó la atención como una "crisis de salud mental", con un estimado de treinta niños que sufren el síndrome de abstinencia traumática, también conocido como síndrome de resignación.

### Organización territorial

Organización territorial de Nauru.

Nauru tiene 14 distritos:
| N.º | Distrito   | Nombre antiguo | Área (ha) | Área (km²) | Población (2005) | Villas |
| --- | ---------- | -------------- | --------- | ---------- | ---------------- | ------ |
| 1   | Aiwo       | Aiue           | 100       | 1,0        | 1.092            | 8      |
| 2   | Anabar     |                | 143       | 1,43       | 502              | 15     |
| 3   | Anetan     | Añetañ         | 100       | 1,0        | 516              | 12     |
| 4   | Anibare    | Anybody        | 314       | 3,14       | 160              | 17     |
| 5   | Baiti      | Beidi          | 123       | 1,23       | 572              | 15     |
| 6   | Boe        | Boi            | 66        | 0,66       | 795              | 4      |
| 7   | Buada      |                | 266       | 2,66       | 716              | 14     |
| 8   | Denigomodu | Denikomotu     | 118       | 1,18       | 2.827            | 17     |
| 9   | Ewa        | Eoa            | 117       | 1,17       | 318              | 12     |
| 10  | Ijuw       | Ijub           | 112       | 1,12       | 303              | 13     |
| 11  | Meneng     | Meneñ          | 288       | 2,88       | 1.830            | 18     |
| 12  | Nibok      | Ennibeck       | 136       | 1,36       | 432              | 11     |
| 13  | Uaboe      | Ueboi          | 97        | 0,97       | 335              | 6      |
| 14  | Yaren      | Moqua          | 150       | 1,50       | 820              | 7      |
|     |            |                | 2.130     | 21,30      | 11.218           | 169    |

## Economía

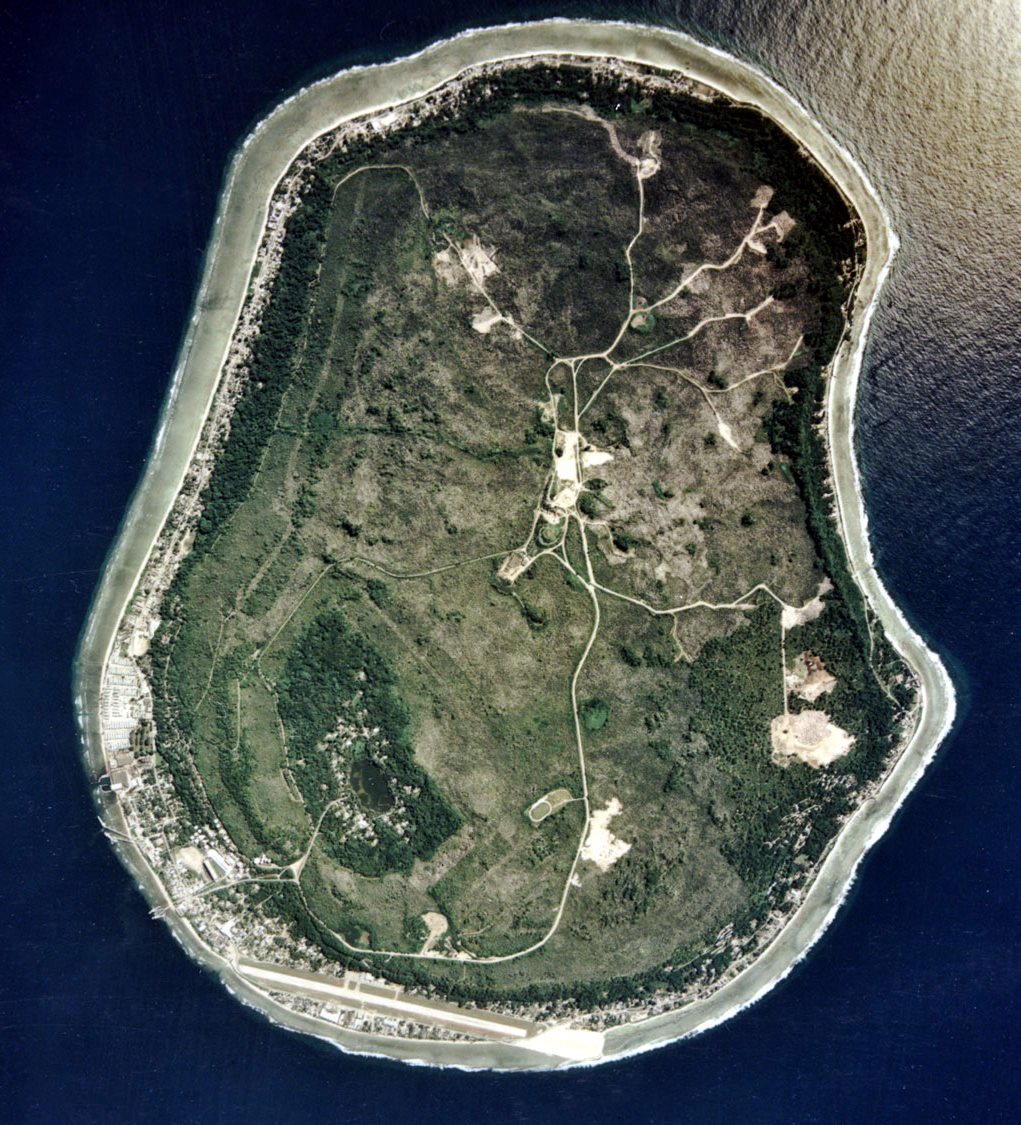
Una imagen aérea de Nauru en 2002 del Programa de Medida Atmosférica de radiación del Ministerio de Energía estadounidense. La vegetación regenerada cubre el 63 % de tierra que fue extraída.

La economía de Nauru se basaba en los yacimientos de fosfatos que ocupan buena parte de la isla. Su explotación la inició a principios del siglo XX la British Phospate Corporation, que en 1967 vendió al país sus derechos por 20 millones de dólares australianos. Tres años más tarde, en 1970, se creó la Nauru Phospate Corporation para gestionar tales recursos. El febril ritmo de crecimiento en las décadas siguientes, con más de seis millones de toneladas extraídas desde 1935, agotaron rápidamente los yacimientos, lo cual, unido a la baja demanda internacional y el aumento de los costos de producción, hizo que el gobierno iniciara una política urgente de diversificación de la economía.
Los fosfatos dieron a Nauru una renta per cápita que la situó en el umbral del mundo desarrollado, además de unas condiciones de vida excepcionales, ya que no existían ni el desempleo, ni los impuestos y los servicios sociales eran totalmente gratuitos. Sin embargo, la rehabilitación de los campos de extracción de fosfato y el reemplazo de los ingresos producidos por la venta del mismo han sido serios problemas a largo plazo. El gobierno ha intentado cubrir el déficit fiscal a través de la obtención de préstamos.
Otra fuente de ingresos eran los alquileres cobrados en Nauru House, una de las más altas edificaciones en Melbourne, la cual fue construida con las ganancias obtenidas a través de la venta de los fosfatos. Desafortunadamente, los malos manejos y la corrupción en los años noventa lo llevaron a la ruina. Los grandes ingresos obtenidos por la extracción de fosfatos se desperdiciaron. En noviembre de 2004, en un esfuerzo por pagar a los acreedores de Nauru, se vendieron los activos que la nación poseía en Melbourne, incluyendo Nauru House.

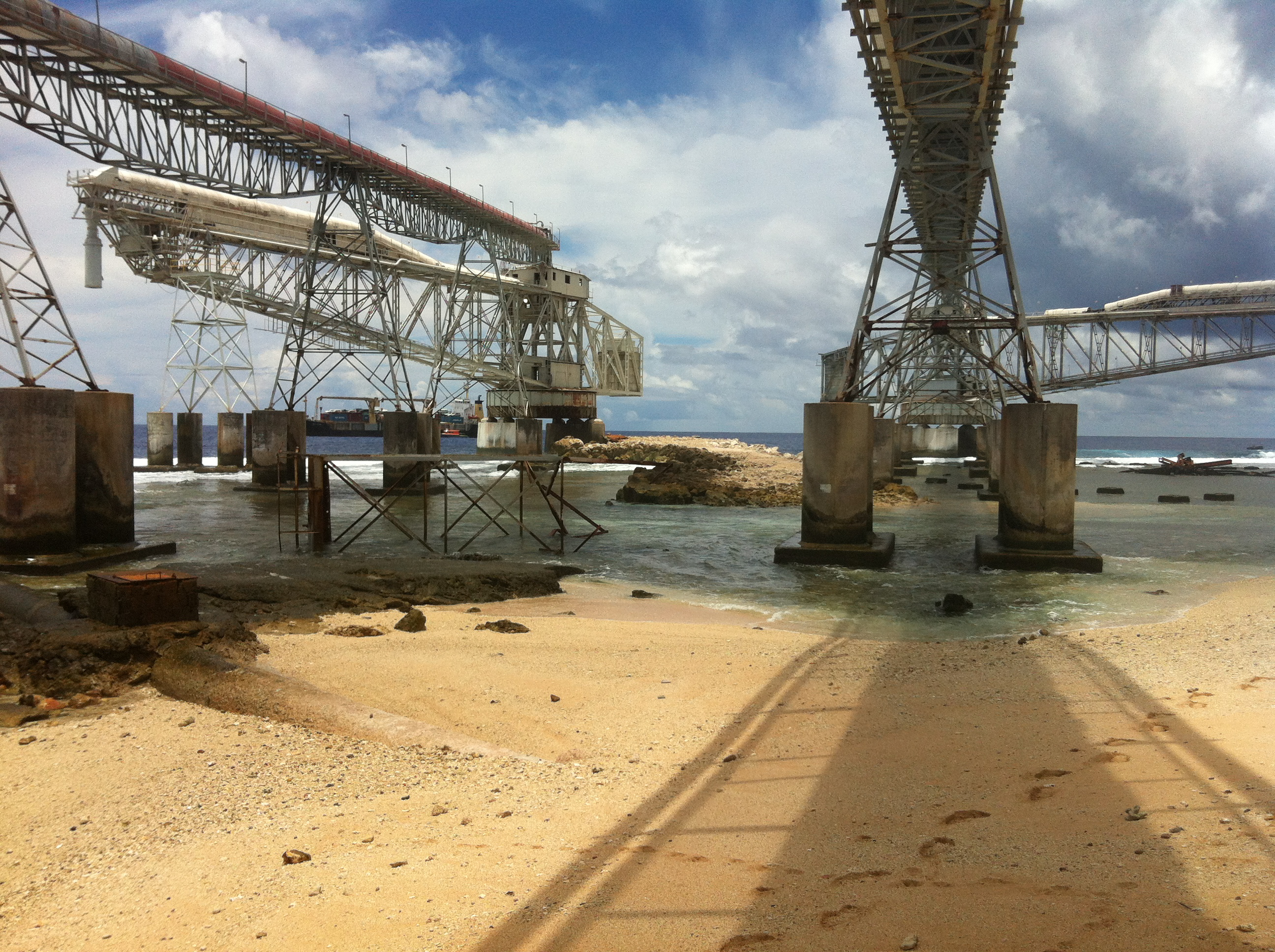
Instalaciones para la carga de Fosfato en Nauru.

Con el fin de potenciar su economía, Nauru se convirtió en un paraíso fiscal en la década de 1990. Por entonces, cualquiera podía establecer una cuenta menor de 25 000 dólares sin tan siquiera visitar la isla o tener algún registro de su identidad. La mafia rusa aprovechó entonces ese escenario para su propio beneficio; con la política del silencio bancario los mafiosos rusos trasladaron alrededor de setenta mil millones de dólares en activos, según una estimación del Banco Central de la Federación Rusa. Tal situación provocó que la FATF identificase a Nauru como uno de los quince países no cooperativos en la lucha contra el lavado de dinero. Sin embargo, la situación cambió a partir de octubre de 2005, cuando se aprobó una ley por la cual se eliminaba la posibilidad del blanqueo de dinero. Tras esta ley, aprobada gracias a la presión de la FATF, Nauru fue borrado de la lista de países no cooperativos.
Actualmente, el Estado nauruano está implicado en un pleito australiano contra los Estados Unidos sobre un acuerdo fracasado. Según se dice, los representantes norteamericanos ofrecieron mil millones de dólares para la recuperación económica de la isla. En el intercambio, Nauru promulgó una legislación que limita la eficacia de lavado de dinero de ultramar y la evasión fiscal. Simultáneamente, establecieron una embajada de Nauru en la República Popular China (embajada que en realidad se encontraba bajo control de los Estados Unidos), ayudando a la deserción de científicos norcoreanos y funcionarios a través de la frontera entre China y Corea del Norte. Supuestamente, salió ganando Kyong Wonha, el científico que según se dice es responsable de la mayor parte del programa nuclear de Pionyang. Esta iniciativa fue llamada "Operation Weasel".
Cuando las noticias de este acuerdo salieron a la luz y el Gobierno de Nauru tuvo constancia de ello, las autoridades de la isla hicieron lo posible para que fuera llevado a cabo con la legislación necesaria. Los Estados Unidos argumentaron que los agentes que hicieron el trato con Nauru nunca tuvieron la autoridad para hacer tal contrato, y Nauru aún no ha recibido la ayuda prometida. El caso de Nauru contra los Estados Unidos es uno de los juicios todavía pendientes, pero favorece a la nación de la isla sobre la superpotencia.
La falta de agua potable y la extensa actividad minera de fosfato durante noventa años, han derivado en que los suelos centrales de la isla queden parcialmente inservibles para el cultivo y la ganadería de algunas especies, aunque en las costas de la isla se cultiva coco, mango y almendras.
Para 2008, según la Organización para el Comercio y Desarrollo Económico (OCDE), Nauru tenía la tasa de deflación más baja del mundo, situándose en el -3,6 %. De 2001 a 2007, el centro de detención de Nauru supuso una importante fuente de ingresos para el país. Las autoridades de Nauru reaccionaron con preocupación ante su cierre por parte de Australia. En febrero de 2008, el ministro de Asuntos Exteriores, Dr. Kieren Keke, declaró que el cierre supondría la pérdida de empleo de 100 nauruanos y afectaría directa o indirectamente al 10 % de la población de la isla: "Tenemos un gran número de familias que de repente se van a quedar sin ingresos. Estamos estudiando la forma de proporcionar asistencia social, pero nuestra capacidad para hacerlo es muy limitada. Literalmente, tenemos ante nosotros una gran crisis de desempleo" El centro de detención se reabrió en agosto de 2012.

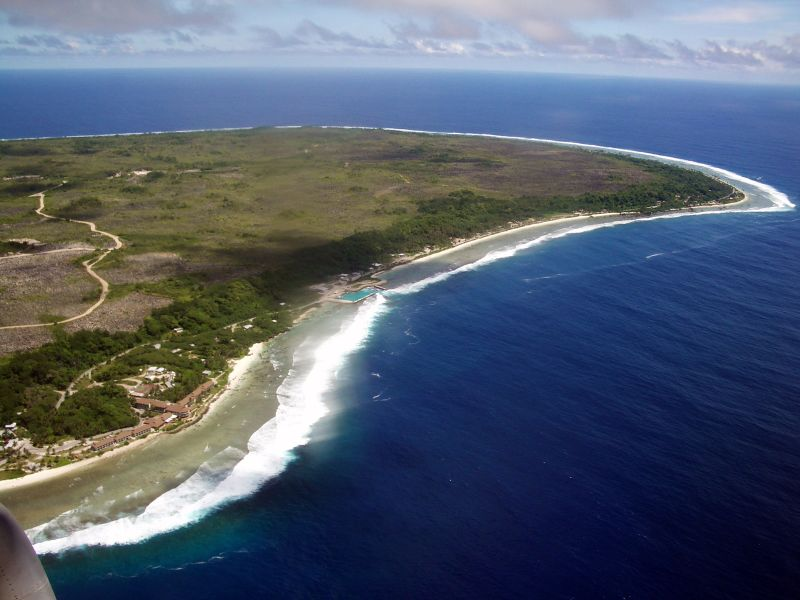
Costa este de Nauru.

En julio de 2017, la Organización para la Cooperación y el Desarrollo Económico (OCDE) mejoró su calificación de las normas de transparencia fiscal de Nauru. Anteriormente, Nauru había sido incluido en la lista junto a otros catorce países que no habían podido demostrar que podían cumplir con las normas y reglamentos internacionales de transparencia fiscal. Posteriormente, la OCDE sometió a Nauru a un proceso de cumplimiento acelerado y el país recibió una calificación de "ampliamente cumplidor".
El presupuesto de Nauru para 2017-2018, presentado por el ministro de Finanzas David Adeang, preveía unos ingresos de 128,7 millones de dólares australianos y unos gastos de 128,6 millones de dólares australianos, y proyectaba un modesto crecimiento económico para la nación durante los dos próximos años. En 2018, el gobierno de Nauru se asoció con la empresa de minería de aguas profundas DeepGreen, con la que planea cosechar nódulos de manganeso cuyos minerales y metales pueden utilizarse en el desarrollo de tecnología energética sostenible.

### Comunicación
La República de Nauru tiene un canal de televisión llamado Nauru Television, además de una emisora de radio local, Radio Nauru, que transmite en inglés y nauruano. A partir del 1 de septiembre de 2009, la telefonía móvil entró en el país, siendo operada por Digicel Nauru.

## Demografía

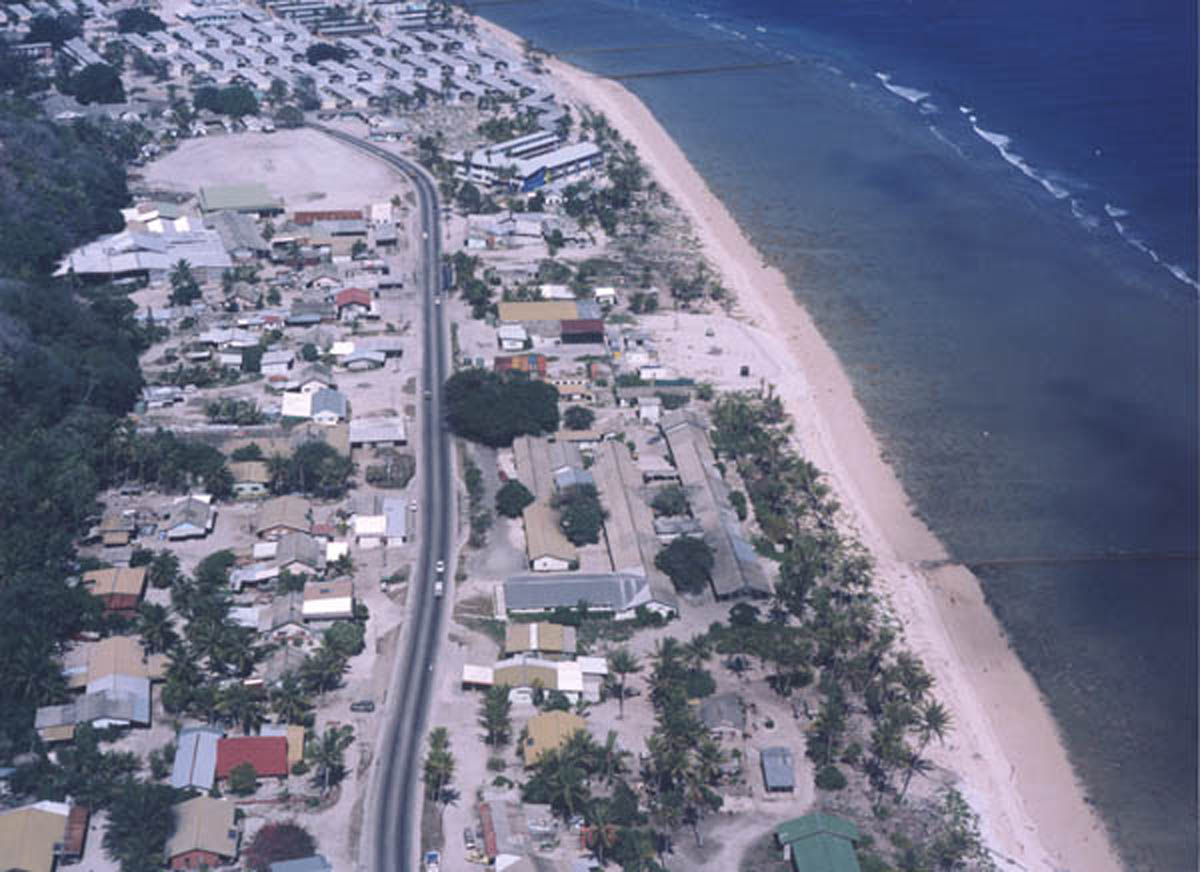
Los distritos nauruanos de Denigomodu y Nibok.

Nauru tiene una población de 11 218 habitantes según el censo de 2005, de los cuales un 58 % era de Nauru, un 28 % era de otras islas del Pacífico, un 8% era chino y un 8% europeo. El idioma oficial es el nauruano, aunque el inglés también se habla y es el lenguaje del comercio y el gobierno. También se habla el gilbertés. 
El crecimiento anual de la población está alrededor de un 2,7 %. Para el año 2015 se estimaba que la población alcanzase los 17 000 habitantes, con un crecimiento anual levemente menor, de un 2,2 %. La mortalidad infantil alcanza a 25 por cada 1000 menores y se eleva a 30 por cada 1000 menores de 5 años. La cantidad de médicos por persona asciende a 157 por cada 100 000 personas (1995).
La tasa de alfabetización es de un 95 %, siendo de un 93% entre los hombres y un 96 % entre las mujeres. La tasa de inscripción escolar primaria alcanza un 98 %, un 99 % para los hombres y un 97 % para las mujeres (2000).
Ante la amenaza de hundimiento del país bajo el mar debido al cambio climático, existen planes de evacuación de la población hacia otros países.

### Religión
La religión mayoritaria es el cristianismo, que se divide entre diversos grupos protestantes (66 %) y la Iglesia católica (33 %).
Las principales confesiones cristianas individuales son la Iglesia Congregacional de Nauru (35,71 %) una iglesia asociada a la Iglesia Unida de Australia, con su iglesia principal en Aiwo y capillas en Meneng, Buada, Anabar y Nibok; la Iglesia Católica de rito romano (32,96 %) que tiene un edificio principal, una escuela en Yaren y el Colegio Kayser en Ewa y cuyos creyentes se agrupan en la Diócesis de Tarawa y Nauru, con sede en Tarawa, en Kiribati; las Asambleas de Dios (12,98 %) y los grupos Bautistas (1,48 %).

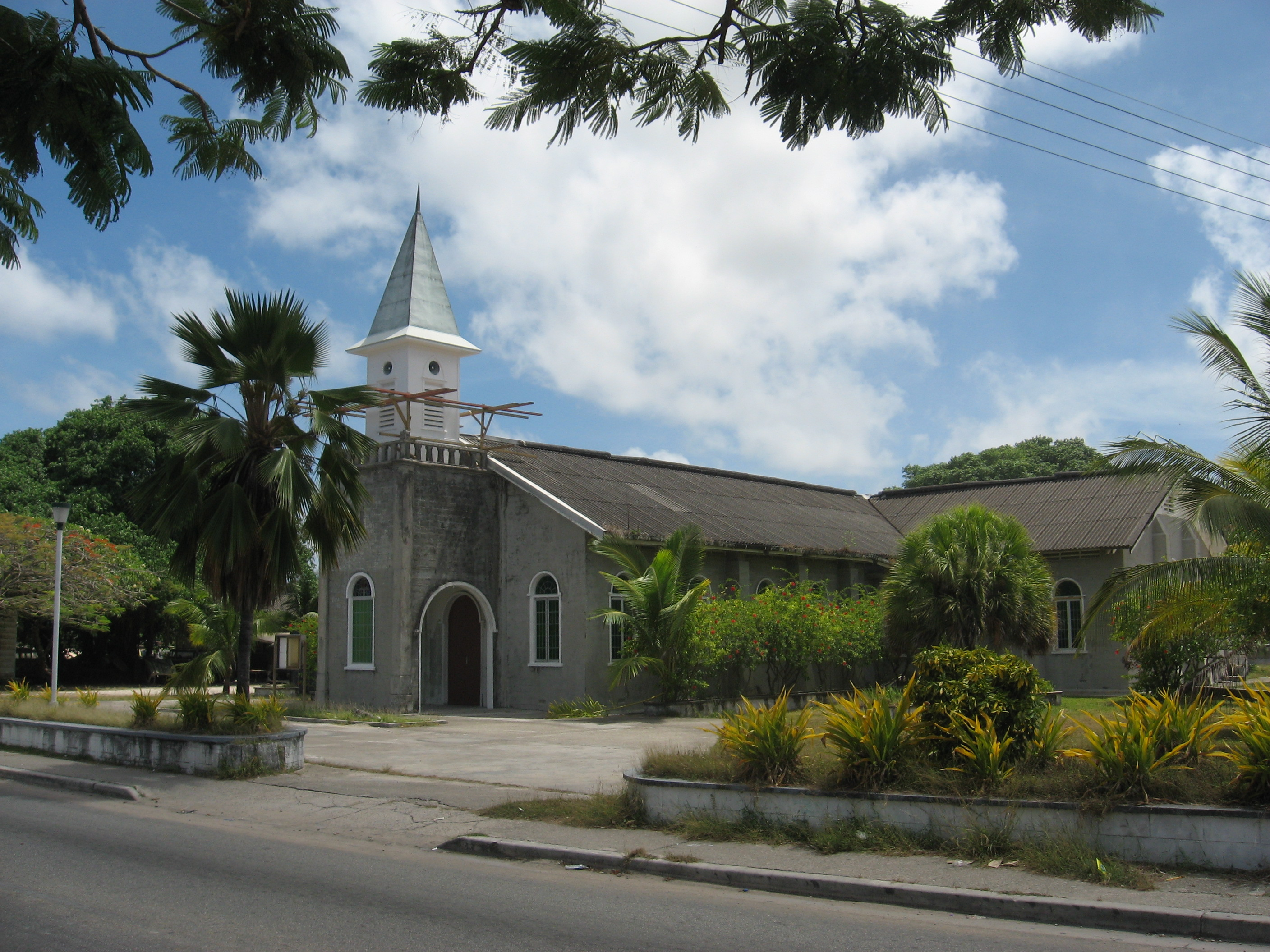
Una Iglesia en Nauru.

La Constitución establece la libertad de religión. El gobierno ha restringido las prácticas religiosas de la Iglesia de Jesucristo de los Santos de los Últimos Días y de los Testigos de Jehová, la mayoría de los cuales son trabajadores extranjeros empleados por la Corporación de Fosfato de Nauru, propiedad del gobierno.
La religión indígena original de Nauru consistía en un sistema de creencias monoteísta que reconoce una deidad femenina llamada Eijebong y una isla de espíritus llamada Buitani. Los creyentes de esta religión afirmaban que el cielo y el océano fueron creados por una araña llamada Areop-Enap y que los primeros habitantes de la isla de Nauru fueron traídos al mundo desde dos rocas. Estas ideas fueron rechazadas con la llegada de los colonizadores y misioneros cristianos occidentales, y desaparecieron en gran medida en las décadas posteriores a la Segunda Guerra Mundial.

### Educación
La tasa de alfabetización en Nauru es del 96 %. La educación es obligatoria para los niños de seis a dieciséis años, y se ofrecen dos años más no obligatorios (años 11 y 12). La isla cuenta con tres escuelas primarias y dos escuelas secundarias, siendo estas últimas el Nauru College y la Escuela Secundaria de (Nauru Secondary School). Desde 2011, la Universidad de Nueva Inglaterra, Australia, ha establecido su presencia en la isla con unos 30 profesores nauruanos que estudian para obtener un título de asociado en educación. Estos estudiantes continuarán una licenciatura para completar sus estudios. Este proyecto está dirigido por el profesor asociado Pep Serow y financiado por el Departamento de Asuntos Exteriores y Comercio de Australia.

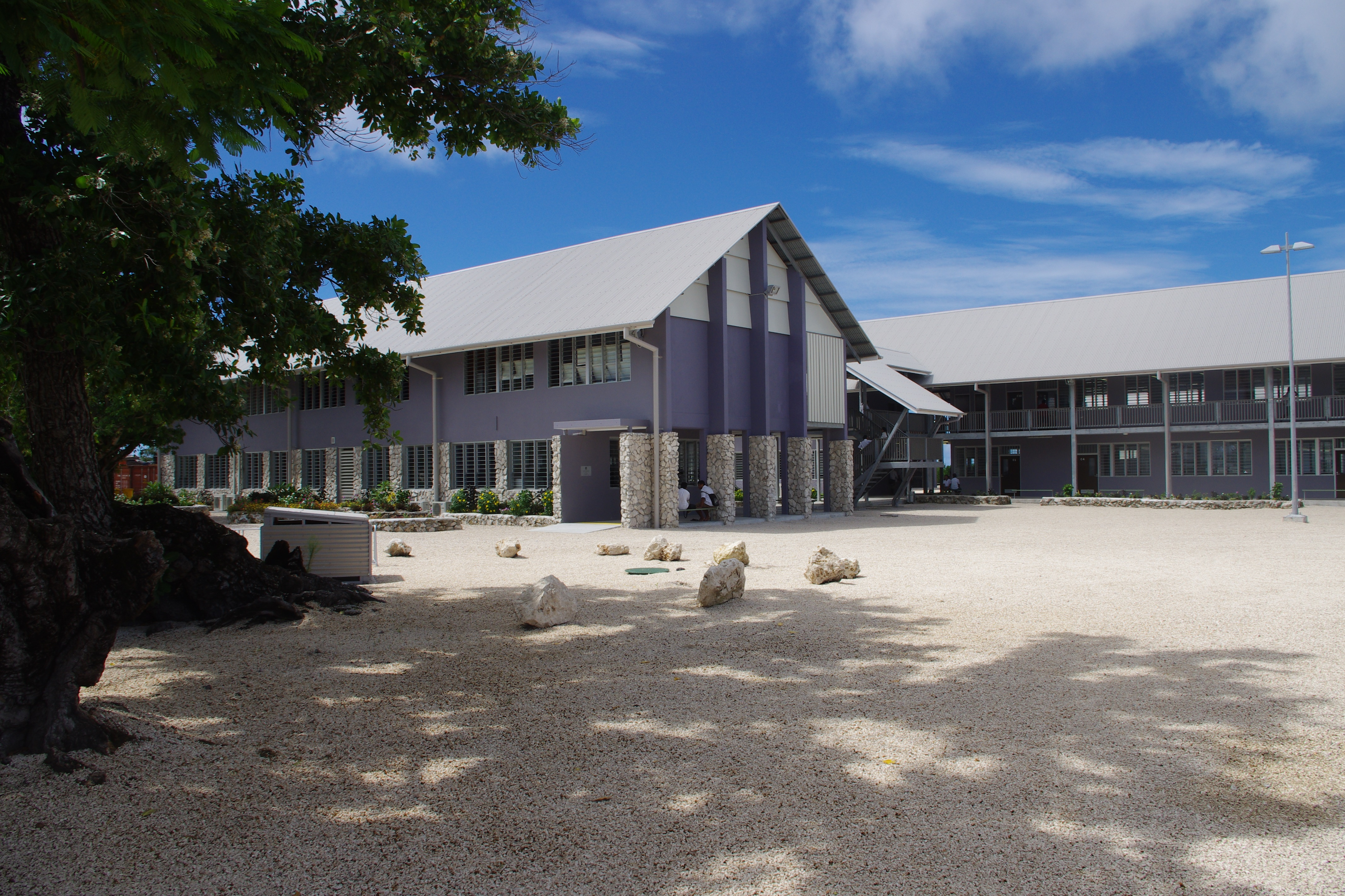
Una Escuela Secundaria en Nauru.

La anterior biblioteca pública de la comunidad fue destruida en un incendio. En 1999 aún no se había construido una nueva, y desde ese año no hay servicios de bibliobuses. Entre los lugares que cuentan con bibliotecas se encuentran la Escuela Secundaria de Nauru, el Kayser College y la Primaria de Aiwo.

### Salud
La esperanza de vida en Nauru en 2009 era de 60,6 años para los hombres y 68,0 años para las mujeres.
Según el índice de masa corporal (IMC) medio, los nauruanos son las personas con más sobrepeso del mundo; el 97 % de los hombres y el 93 % de las mujeres tienen sobrepeso u obesidad. En 2012, la tasa de obesidad era del 71,7 %. La obesidad en las islas del Pacífico es común. Otros problemas importantes relacionados con la dieta en Nauru son las enfermedades renales y las cardiopatías.
Nauru tiene el nivel más alto del mundo de diabetes de tipo II, con más del 40 % de la población afectada. El índice de pacientes con diabetes es notable. El primer caso de diabetes se remonta a 1925, y el problema se identificó por primera vez en la década de 1970. En 2003, ya el 30,3 % de los adultos tenían diabetes de tipo II, en la década de 2010, el 33 % de los hombres adultos, la proporción más alta de todo el planeta. Existen programas de asesoramiento nutricional y promoción del deporte en las escuelas, que en gran medida no tienen éxito debido a la difícil situación económica y social.

La sociedad de Nauru se enfrenta a algunos de los problemas sanitarios más graves del mundo. El Hospital General de Nauru proporciona atención sanitaria básica a la población de forma gratuita; el Hospital de la Corporación de Fosfatos de Nauru atiende a los antiguos empleados de la empresa de fosfatos; ambos funcionan muy por debajo de las normas internacionales, por lo que los enfermos graves tienen que ser trasladados en avión a Australia. Un alto porcentaje de la población padece tuberculosis, lepra, carencia de vitaminas y diabetes mellitus. 

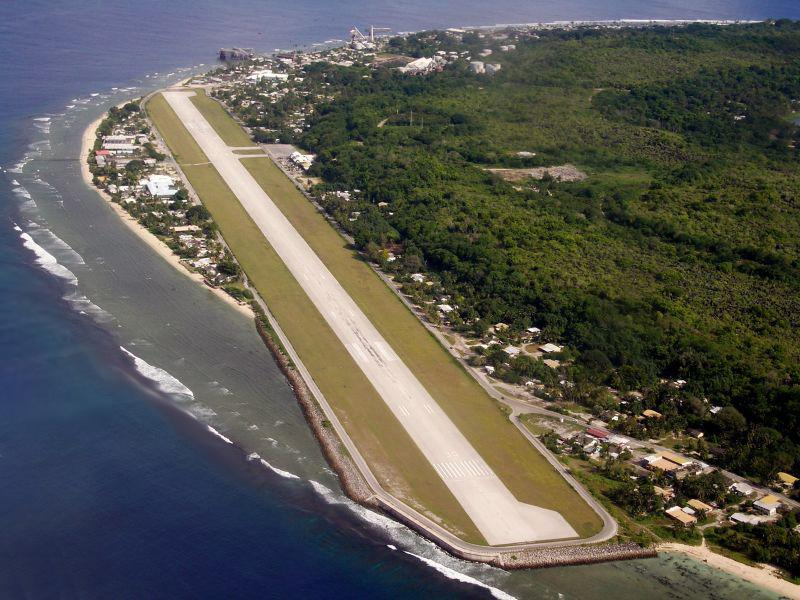
Vista del Aeropuerto Internacional de Nauru

El gobierno australiano apoya a la población de Nauru a través de la ayuda al desarrollo, especialmente en el sector médico, incluyendo la cesión de médicos. El consumo de alcohol y el tabaquismo están muy extendidos, y los alimentos básicos son el arroz blanco, la pasta y los refrescos, a menudo en forma de comida preparada y enlatada, mientras que las verduras son escasas.

## Transporte
La isla cuenta únicamente con el Aeropuerto Internacional de Nauru. Las líneas aéreas de Nauru prestan servicios de pasajeros, y Pacific Air Express también ofrece servicios de carga. Hay vuelos cinco días a la semana a aeropuertos bien comunicados, como Brisbane (Australia) y Nadi (Fiyi).
Se puede acceder a Nauru por mar a través del Puerto Internacional de Nauru. Se esperaba que el proyecto de modernización y ampliación del antiguo puerto de barcos de Aiwo estuviese terminado en 2021, pero se ha retrasado debido a problemas técnicos y logísticos causados por la pandemia de Coronavirus.

## Cultura

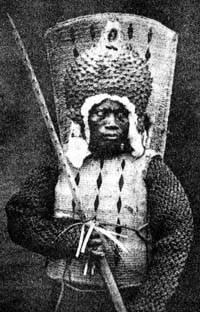
Guerrero de Nauru en la década de 1880.

Los nauruanos, aislados durante mucho tiempo del mundo exterior, han desarrollado su propia mitología y lengua. Han desarrollado juegos de cuerda, técnicas de pesca y caza muy sofisticadas. Los bailes y las canciones son una parte importante de la cultura.
Esta cultura tradicional se ha visto alterada por las sucesivas colonizaciones, la evangelización, la industrialización y la entrada en la sociedad de consumo. Los primeros misioneros, protestantes y católicos, que llegaron a principios del siglo XX, convirtieron a todos los indígenas y presionaron para que se abandonaran los cultos tradicionales y ciertas prácticas sociales. Al mismo tiempo, se propusieron recoger ciertos elementos de esta cultura, sentando las bases para su estudio académico y formando a las primeras élites locales familiarizadas con el mundo occidental, que se convertirían en los padres de la independencia de Nauru.
Las distintas empresas que se sucedieron en la explotación de las minas de fosfato de Nauru gestionaban bibliotecas y escuelas para sus empleados extranjeros; australianos, chinos e isleños del Pacífico, pero en general no se interesaban por los nauruanos que no estaban integrados en su sistema económico. En la época colonial, la recepción de los trabajadores inmigrantes se hace de tal manera que tienen poca interacción con los nauruanos. Viven en un barrio separado y están sujetos al toque de queda. Australia, que barrió la colonia alemana en 1914 y administró la isla hasta 1968 (excepto durante el periodo japonés de 1942-45), mantiene el antiguo estatus metropolitano de Nauru. Fue aquí donde varias generaciones de nauruanos cursaron estudios superiores. A su regreso, introdujeron muchos elementos de la cultura australiana, incluido el juego del fútbol australiano. En el momento de la independencia, el Estado, con el dinero de los fosfatos, gastó abundantemente, incluso en educación, pagando la educación de sus élites en el extranjero, pero se hizo poco para preservar y difundir la cultura endógena de Nauru
Los nauruanos descienden de los polinesios y micronesios, quienes creían en la diosa Eijebong y el espíritu de la tierra llamado Buitani. Dos de las doce tribus originales se extinguieron en el siglo XX: en la actualidad, el 26 de octubre se celebra el día de Angam, que celebra la recuperación de la población de Nauru después de las guerras mundiales que redujeron a la población indígena a menos de 1500 habitantes. Algunas tradiciones, en relación por ejemplo con la música, el arte y la pesca, se mantienen vigentes entre los habitantes, pero el desplazamiento de su cultura por tradiciones foráneas es palpable.
No hay publicaciones escritas de noticias diarias, sino cada quince días; y boletines. Hay una estación de televisión, Nauru Television (NTV), que retransmite programas desde Nueva Zelanda, y una estación de radio no comercial, Radio Nauru, que emite programas de Radio Australia y la BBC. Ambas son de titularidad estatal.

### Festividades

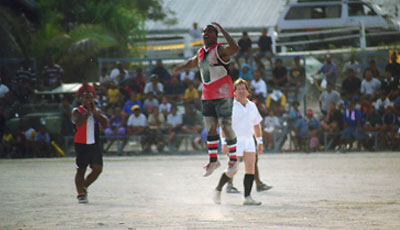
Fútbol australiano en el Linkbelt Oval, el único estadio de Nauru.

| Fecha            | Nombre                     |
| ---------------- | -------------------------- |
| 1 de enero       | Año nuevo                  |
| 31 de enero      | Fiesta de la Independencia |
| 17 de mayo       | Día de la constitución     |
| 25 de septiembre | National Youth Day         |
| 26 de octubre    | Angam Day                  |
| 1 de noviembre   | Todos los santos           |
| 25 de diciembre  | Navidad                    |
| 26 de diciembre  | Boxing Day                 |

## Deportes
El deporte más popular es el fútbol australiano. Hay una liga nacional con siete equipos y todos los partidos se juegan en el único estadio de la isla, el Linkbelt Oval. Otros deportes populares son el softbol, el críquet, el golf, la vela, el tenis y el fútbol. También destacan particularmente en el powerlifting, disciplina donde han sacado varios campeones mundiales, destacándose Jeeza Uepa, campeón de la categoría +120 kg de la IPF 2019. 
Desde su debut en Atlanta 1996, es el país soberano menos poblado de todos aquellos que compiten de forma habitual en los Juegos Olímpicos.